# Бомбардировки Югославии (1999)
Бомбардировки Югославии силами НАТО (в документах НАТО — операция «Союзная сила», англ. Operation Allied Force; также используются наименования операция «Благородная наковальня» (англ. Operation «Noble Anvil» в историографии США) и, в историографии Сербии, Милосердный ангел (серб. Милосрдни анђео, неверный перевод Noble Anvil), операция НАТО против Югославии, проводились в период с 24 марта по 10 июня 1999 года.
Наиболее распространённая версия обозначает официальной причиной начала бомбардировок — продолжавшаяся на тот момент война в Косово, действия югославской армии в Косово и поток беженцев, что могло привести к дестабилизации региона. Однако существуют и другие точки зрения о причинах начала бомбардировок. НАТО использует факт осуждения действий югославских руководителей со стороны ООН и различных МНО как оправдание применения своих сил в Югославии. Ещё одной причиной для оправдания своих действий НАТО использует отказ Югославии от соглашения в Рамбуйе. При этом НАТО отказалась легитимизировать своё вторжение через ООН, считая, что Россия и Китай наложат свои вето на их действия. В результате НАТО начала свои действия без санкции ООН, назвав их «гуманитарной интервенцией», фактически проигнорировав Устав ООН, который запрещает применение силы без решения СБ ООН либо не в целях самозащиты. Однако Генеральный Секретарь ООН Кофи Аннан поддержал действия НАТО, заявив о якобы «целесообразности применения силы для водворения мира».
По оценкам Human Rights Watch, в результате бомбардировок погибло около тысячи югославских военнослужащих, а также до 528 мирных жителей. По оценкам югославской стороны, погибло до 5,7 тысяч мирных жителей, по оценке США — до полутора тысяч мирных жителей. Были разрушены объекты инфраструктуры (в том числе социальной), промышленные объекты, школы, больницы, объекты культурного наследия и воинские объекты. Через несколько дней после вывода войск Югославии из Косово оттуда бежали 164 000 сербов и 24 000 цыган. Многие лица неалбанской национальности (а также тех, кого считали коллаборационистами Югославии), подвергались нападениям, преследованиям, похищениям и убийствам.
Данная операция стала второй по своим размерам на тот период после бомбардировок Боснии и Герцеговины в 1995 году и первым случаем, когда НАТО использовала свои силы без явного одобрения ООН, что вызвало широкие дебаты о законности их действий.
Бомбардировки продолжались до тех пор, пока не было достигнуто соглашение, которое привело к выводу югославских вооружённых сил из Косово и созданию Миссии Организации Объединённых Наций по делам временной администрации в Косово.
По итогам действий НАТО, по требованию Югославии, Международный трибунал по бывшей Югославии провёл обобщающее расследование деятельности союзных сил за период бомбардировок.

## Терминология
Официальное наименование проведённой операции, приводимая в документации НАТО — Операция «Союзная сила». Несмотря на это, другие источники нередко используют другие обозначения.
Например, на территории США операция официально именуется как Операция «Благородная наковальня» (англ. Operation «Noble Anvil»), так как технически, США участвовали в Союзной силе именно через свою внутреннюю операцию «Благородная наковальня», из-за чего и сложилась традиция именования в документации США именно таким образом.
На территории Сербии же, а также бывших стран Югославии используется наименование Операция «Милосердный Ангел» (серб. Милосрдни анђео), которое, как принято считать, сложилось в результате недоразумения югославских СМИ, либо неверного перевода, которое получило широкое распространение среди граждан СР Югославия (вероятно, из-за оговорки председателя КНР Цзяна Цзэминя).
Однако всё чаще и чаще на территории Сербии и стран СНГ используется термин бомбардировки НАТО в Югославии или Бомбардировки в Югославии, который наиболее ярко отражает суть операции и быстро запоминается читающими, но при этом довольно часто используется с применением негативной коннотации текста и ярко негативной окраски произошедших событий.
Некоторые российские источники сообщают, что операция называлась «Решительная сила». В реальности такое название (Determined Force) носила гипотетическая (неосуществлённая) операция, которую блок НАТО был готов осуществить в период с 13 октября 1998 по 23 марта 1999 года.

## Предыстория
Боевые действия, которые с обеих сторон сопровождались военными преступлениями и актами этнических чисток, фактически начались в Косово в 1996 году, а уже 28 февраля 1998 года Армия освобождения Косова (АОК) провозгласила начало вооружённой борьбы за независимость Косова. В конце февраля — начале марта 1998 года, в ответ на ряд нападений повстанцев АОК на полицейских в Косово, силы безопасности Югославии атаковали ряд селений в районе деревни Дреница в центральном Косово. В ходе операции был убит один из лидеров АОК Адем Яшари, а также ещё 82 местных жителя, включая не менее 24 женщин и детей. Этот инцидент привлёк внимание международной общественности к конфликту и стал поводом для его интернационализации.
На протяжении всего 1998 года страны НАТО усиливали давление на Белград с целью вынудить его прекратить военные действия в Косове и Метохии. 23 сентября 1998 года Совет безопасности ООН принял резолюцию под номером 1199, призывающую стороны к прекращению огня. Югославские власти уступили, и 15 октября под эгидой НАТО было заключено перемирие в Косово, предполагавшее отвод югославских армейских частей в места постоянной дислокации. Перемирие вступило в силу 25 октября. Мониторинг перемирия НАТО осуществляло в рамках операции «Eagle Eye».
Однако перемирие оказалось неэффективным, насилие над мирным сербским и албанским населением продолжалось. В январе 1999 года югославские армия и полиция возобновили свои действия в Косово, а также подвели 40-тысячный контингент войск непосредственно к границе края Косово и Метохии.
Непосредственным поводом для вмешательства НАТО в конфликт стал инцидент в Рачаке, когда во время атаки на удерживавшуюся бойцами Армии освобождения Косова деревню погибли 45 мирных жителей, однако югославская сторона назвала их «боевиками Косово» без приведения каких-либо доказательств. Из-за данного события, НАТО впервые начало обсуждение о возможности бомбардировок Югославии, и уже 30 января НАТО пригрозило авиационными ударами по территории СРЮ в случае, если её руководство продолжит отказываться от переговоров с косовскими лидерами.
В феврале под эгидой Контактной группы (страны НАТО и Россия) прошли переговоры между югославскими властями и косовскими албанцами в замке Рамбуйе под Парижем. Переговоры закончились безрезультатно. 18 марта США и Великобритания представили на рассмотрение проект урегулирования, предусматривавший полную политическую автономию края, ввод войск НАТО на его территорию и вывод оттуда югославской армии и сил МВД. Кроме того, в проект соглашения был включён пункт об утверждении окончательного статуса Косово спустя три года «волей народа», что для югославской делегации было неприемлемо. Также вывод югославских сил расценивался сербами как сдача края албанцам. Проект был принят албанской стороной, но отвергнут югославской и Россией. 23 марта югославская делегация согласилась принять политическую часть предложения, но отказалась позволить войскам НАТО занять Косово и Метохию. В тот же день вечером НАТО приняла решение начать военную операцию, чтобы заставить Югославию принять проект целиком. При этом представители НАТО неоднократно сообщали о том, что организация начнёт активные действия, если Югославия не прекратит свои действия в Косово, не начнёт двигаться в сторону мирного урегулирования конфликта, в том числе не начнёт карать производимые их военными военные преступления и чистки на этнической почве, дабы предотвратить дальнейшую дестабилизацию региона. Данные заявления, как правило, игнорировались Слободаном Милошевичем. Несмотря на этот факт, Югославия, игнорируя перемирие и резолюции ООН, выдвинула к границе с Косово около 40.000 военнослужащих, тем самым эскалировав конфликт, и те покинут приграничные территории только после бомбардировок.
ООН внимательно отслеживала ситуацию в Косове и Метохии, однако её санкций в ответ на интервенцию не последовало. Резолюция ООН, осуждавшая действия НАТО как агрессию, собрала только три голоса «за» (Россия, Намибия и КНР) при голосовании в СБ ООН. С другой стороны, критики интервенции полагают, что военные действия НАТО против суверенной страны — Югославии — без санкции Совета безопасности ООН явились нарушением устава ООН и международного права.
К началу операции НАТО число жертв Косовской войны оценивалось в 1000 убитых (до сентября 1998 года), а число беженцев — в 400 тысяч человек, более половины из которых вернулись в свои дома после октября 1998 года. По оценке Хьюман Райтс Вотч, число беженцев среди гражданского населения региона оценивалось в 230 000 человек. Число жертв Косовской войны между мартом и июнем 1999 года оценивается в 10 тысяч человек, большинство из которых — косовские албанцы, убитые югославскими силами.

## Причины операции

### Основная версия
Согласно заявлению НАТО, причиной операции стали массовые военные преступления и этнические чистки, которые происходили с обеих сторон конфликта, что могло негативно повлиять на дальнейшую дестабилизацию региона, а также тот факт, что правительство СР Югославии либо не выполняло, либо отказывалось от выполнения мирных попыток урегулирования конфликта, что закрывало возможность для мирного решения конфликта. Так, например, силы Югославии незадолго до начала операции, стянули около 40.000 военнослужащих к пограничным с Косово территориям, вероятно, готовясь к полномасштабному вторжению.

### Альтернативные точки зрения
Как считает историк-балканист Елена Гуськова, бомбардировки Югославии могли быть попыткой НАТО укрепить своё влияние на Балканах.
Некоторые исследователи предполагают, что боевые действия якобы могли быть стратегией «Wag the Dog» (идея пошла от одноимённого американского фильма) для отвлечения граждан США от внутренних проблем.

## Цели операции

### Основные выделяемые цели
Цели НАТО в рамках косовской войны были декларированы 12 апреля 1999 года и содержали следующее:
- Немедленное прекращение всяких боевых действий на территории Косово и пресечение военных преступлений, а также этнических чисток, совершаемых СР Югославия.
- Вывод или демилитаризация всех военных, полицейских и военизированных формирований.
- Размещение миротворческого контингента с мандатом ООН в Косово.
- Безусловное и безопасное возвращение всех беженцев и перемещённых лиц.
- Предотвращение дальнейшей дестабилизации региона и остановка развития кризиса.
- Заключение политического рамочного соглашения по Косово на основе соглашений Рамбуйе в соответствии с международным правом и Уставом Организации Объединённых Наций.

### Альтернативные точки зрения
По мнению российского историка-балканиста и члена сената Республики Сербской (Босния и Герцеговина) Е. Ю. Гуськовой, целями НАТО в войне была смена руководства Сербии и Черногории, переориентация его на Запад, разделение Сербии и Черногории, превращение Косово в самостоятельное государство, ликвидация вооружённых сил Югославии, свободное размещение сил НАТО на территории Косова, Сербии и Черногории, сплочение НАТО, испытание его военной мощи, апробация нового оружия и уничтожение старого, демонстрация Европе значимости НАТО, создание прецедента использования военной силы без согласия Совбеза ООН.

## Силы сторон

### Страны НАТО

#### Планирование операции
Было разработано два основных варианта проведения кампании. Первый план состоял из масштабной атаки на всю территорию Союзной Республики Югославии, которая разбивалась на три зоны — Косово и Метохия и часть Центральной Сербии южнее 44-й параллели, территории южнее 44-й параллели без Косова и Метохии и территория Сербии севернее 44-й параллели. Второй план предполагал удары ограниченными силами по территории автономного края Косово и Метохия с постепенным расширением зоны проведения операции на всю Югославию. За основу операции «Союзная сила» был взят второй вариант. Главной целью плана было принуждение Слободана Милошевича к исполнению требований НАТО по разрешению конфликта, исполнение обязательств в рамках мирного разрешения конфликта, техническая капитуляция.
Окончательный план операции состоял из трёх этапов. На первом этапе ракетным обстрелам и бомбардировке подвергался 91 военный объект на территории Косово в течение двух-трёх дней, после чего, по мнению составителей плана, югославское руководство должно было капитулировать. В случае если этого не происходило, список целей второго этапа расширялся до преимущественно военных объектов, расположенных южнее 44-й параллели. На третьем этапе предусматривались бомбардировки целей севернее 44-й параллели, в том числе в Белграде. В целом для участия в операции выделялось 430 самолётов, из которых боевыми были 344.
Стратеги НАТО обладали весьма подробными данными о состоянии югославской армии и о её вооружениях. В предыдущие годы Югославия в рамках договора о контроле за количеством вооружений в регионе регулярно информировала ОБСЕ, отправляя полные данные о численности армии, дислокации всех военных объектов. СРЮ также принимала иностранных военных наблюдателей. При планировании операции страны НАТО провели операцию «Орлиный глаз», собирая данные с помощью БПЛА и спутниковых снимков.
Общее командование всеми силами осуществлял американский генерал Кларк, возглавлявший Высший штаб союзных государств Европы (англ. Supreme Headquarters Allied Powers Europe (SHAPE)).

#### Общая организация сил авиации
Авиация НАТО в операции «Союзная сила»
Согласно модели нападения, все воздушные силы разбивались на несколько групп:
- Ударные силы, состоящие из истребителей, истребителей-бомбардировщиков, штурмовиков, бомбардировщиков и самолётов для ударов по подавлению систем ПВО. В день начала операции насчитывали 282 самолёта, позднее их число выросло до 639 (увеличение на 122 %)[источник не указан 854 дня].
- Силы для разведки и электронных действий. В начале войны насчитывали 66 самолётов (14 % от общего числа), потом их количество возросло до 84[источник не указан 854 дня].
- Силы непосредственного командования. В ходе боевых действий выросли с 20 (4,3 % от общего числа) до 29 самолётов[источник не указан 854 дня].
- Силы логистической поддержки. 24 марта было задействовано 62 самолёта (13 % от общего числа), в конце войны действовали уже 252 самолёта[источник не указан 854 дня].

Силы, которые планировалось задействовать в атаке, дислоцировались на 59 базах в 12 странах НАТО. Наиболее многочисленными они были на территории Италии, где до начала операции базировались 279 самолётов (59 % от общего числа согласно плану). 225 из них были ударными (61 % от общего числа). Только на авиабазе Авиано было 111 самолётов различного назначения. Это число за 70 дней войны выросло до 229 самолётов. После наращивания сил в ходе операции на аэродромах Италии базировались 559 самолётов (53 % от общего числа).
Палубная авиация базировалась на американских авианосце USS Enterprise и вертолётоносце USS Nassau, а также французском авианосце «Foch», находящихся вместе с кораблями сопровождения в Ионическом и Адриатическом морях. На день атаки палубная авиация насчитывала около 100 самолётов. Впоследствии это число незначительно выросло. На кораблях НАТО также находилось около 250 крылатых ракет.
По странам количество задействованных самолётов было следующим на начало апреля 1999 года: 250 самолётов США, 40 — Франции, по 16 — Германии и Нидерландов, 10 — Бельгии, 9 — Великобритании, 8 — Норвегии, 6 — Канады, по 4 — Турции, Испании и Дании, 3 — Португалии. Кроме того, было задействовано 42 самолёта Италии, а позднее число американских самолётов увеличилось до 480, британских — до 28, французских — до 81.

#### Задействование сухопутных сил
План проведения операции исключал применение сухопутных сил. Тактическая причина такого решения заключалась в сложности тылового обеспечения наземных войск в условиях неблагоприятной местности. Кроме того, ведение наземных боевых действий означало неизбежность военных потерь, что сделало бы операцию непопулярной в Конгрессе США и среди других членов НАТО и в конечном счёте могло привести к расколу среди членов альянса.
Тем не менее в соседних с Югославией странах располагалось значительное количество войск НАТО. В рамках операции «Allied Harbor» («Союзная гавань»), целью которой было оказание помощи увеличивающемуся потоку беженцев из Косова, в Македонию в апреле 1999 прибыло около 8000 солдат и офицеров. В Албании с теми же целями находился войсковой контингент численностью 7500, в дополнение к которому к концу апреля прибыла группа из 5000 американских солдат и офицеров, в оснащение которой входило 30 танков, 28 БТР и БМП, 27 артиллерийских орудий различных калибров, а также 26 боевых и 26 транспортных вертолётов. Помимо этого, в Боснии и Герцеговине находился стабилизационный контингент НАТО, насчитывавший 32 000 солдат и офицеров и вскоре увеличенный до 50 000.
Кроме того, уже в ходе боевых действий был разработан план операции «B-minus», предусматривавшей начало полномасштабного наземного вторжения в сентябре 1999 года в случае, если воздушная кампания и усилия финско-российской группы посредников закончатся неудачей. Основой группировки был бы смешанный американский контингент разнородных частей под управлением штаба 1-й бронетанковой дивизии.
Сухопутные силы в Албании и Македонии, создавая потенциальную угрозу вторжения, оказывали серьёзное сковывающее влияние на действия югославского руководства, а после окончания бомбардировок были введены на территорию Косово и Метохии в качестве основы миротворческого контингента НАТО (KFOR).

#### Поддержка со стороны стран региона
- Албания предоставила свою территорию и воздушное пространство для сил НАТО. Кроме того, на её территории находились лагеря подготовки повстанцев AOK, а её армейские подразделения участвовали в боях с югославскими силами в приграничных районах.
- Болгария предоставила силам НАТО территорию и воздушное пространство
- Венгрия предоставила в распоряжение НАТО территорию и воздушное пространство, однако отказалась послать своих солдат в Косово и Метохию.
- На территории Македонии разместились сухопутные силы стран НАТО, оснащённые бронетехникой, артиллерией и вертолётами.
- Румыния предоставила силам НАТО территорию и воздушное пространство.

#### Отказ в поддержке действий НАТО
- Австрия отказала НАТО в предоставлении своего воздушного пространства для бомбардировок, так как операция не была санкционирована Советом безопасности ООН[72].

### Союзная Республика Югославия

#### Вооружённые силы

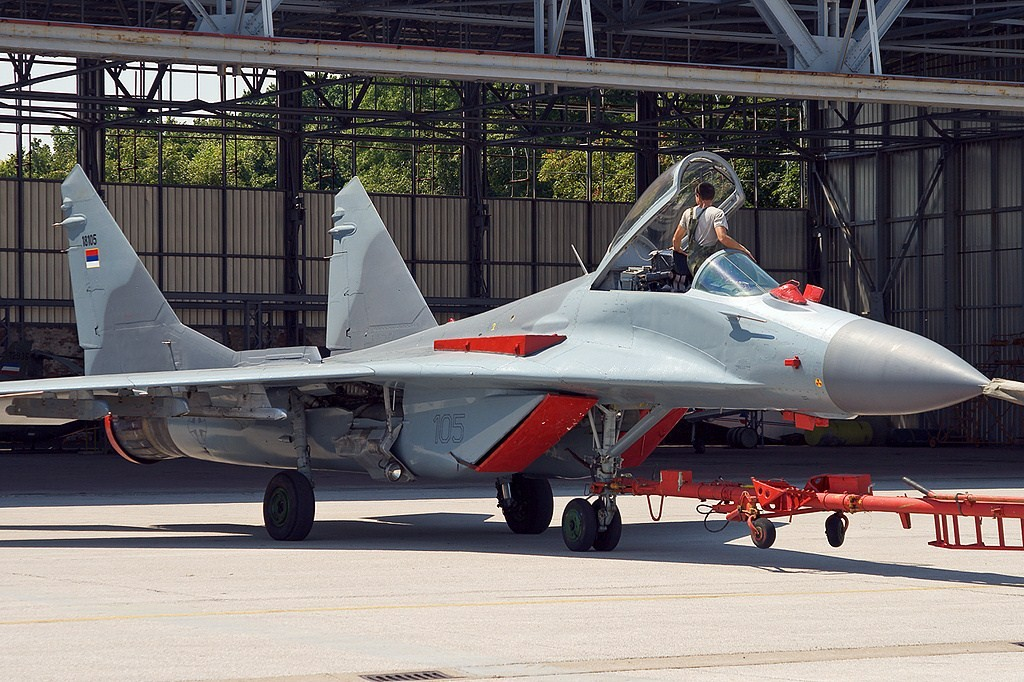
Югославский МиГ-29

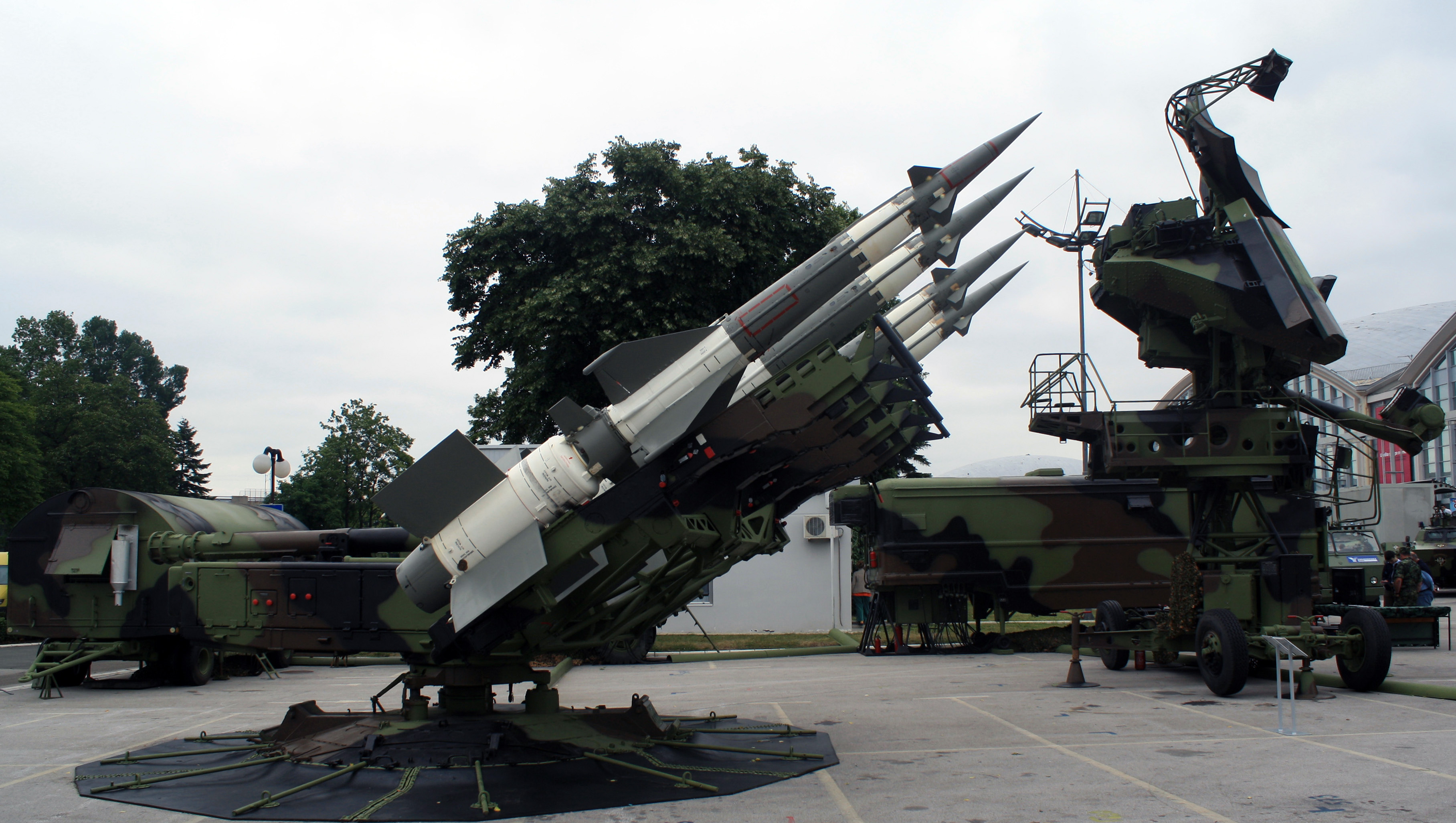
С-125 «Нева»

К марту 1999 года армия Югославии (серб. Војска Југославије) насчитывала около 140 000 солдат и офицеров. Из них на территории Косова и Метохии находились около 40.000 военнослужащих в нарушение перемирия и договорённостей о прекращении огня. В крае действовали 15-я, 211-я и 252-я бронетанковые бригады, 58-я и 243-я механизированная бригада, 37-я, 78-я, 125-я и 549-я моторизованные бригады, 7-я, 175-я и 354-я пехотные бригады. В крае также были задействованы силы двух бригад центрального подчинения: 63-й парашютно-десантной и 72-й специального назначения. Помимо них в боях с албанскими сепаратистами участвовали около 18 000 сотрудников югославского МВД и некоторое количество ополченцев из местных сербов и черногорцев.
На вооружении армии находились 1275 танков, 825 БТР и БМП и 1400 артиллерийских систем.
Радиотехнические части, объединённые в 126-ю бригаду воздушного наблюдения, оповещения и наведения, имели 12 наземных РЛС: 4 AN/TPS-70, а также S-605/654 и П-18.
К обороне СРЮ готовилась, опираясь на Вооружённые силы Союзной Республики Югославии (серб. Војска Југославије). Они состояли из Сухопутных войск (серб. Копнена војска), ВВС и ПВО (серб. РВ и ПВО) и Военно-Морского флота (серб. Ратна морнарица). При том, что страны НАТО планировали задействовать в предстоящих боевых действиях в основном авиацию, именно ВВС и ПВО СРЮ должны были отражать атаки. Данный вид югославских войск состоял из двух подразделений — Авиационного корпуса и Корпуса ПВО. Помимо этого силами ПВО обладали корпуса и бригады сухопутных войск. Практически все вооружение югославская армия унаследовала от армии СФРЮ. Авиация была устаревшей, из-за экономических санкций и эмбарго на поставки вооружений не хватало запчастей и горючего. У многих самолётов полностью истекли ресурсы. В аналогичном состоянии были и комплексы ПВО Куб и С-125 1970-х годов. Относительно современными были ПЗРК, стоящие на вооружении сухопутных войск, однако они могли поражать самолёты противника только на высотах до 4000 метров.

#### Планирование обороны
Генеральный штаб СРЮ совместно с командованием ВВС и ПВО выработал план обороны, состоящий из четырёх пунктов:
- Операция ПВО. Её планировалось провести с задействованием 8 подразделений воздушного осмотра и предупреждения (2 взвода, 6 рот), 16 ракетных подразделений средней дальности (4 дивизиона С-125 «Нева» и 12 «Куб»), 15 батарей малой дальности «Стрела-2М» и «Стрела-1М», 23 артиллерийских батарей ПВО, 2 эскадрилий истребителей МиГ-21 (30 самолётов) и 5 МиГ-29. Поддержать проведение операции должны были и силы ПВО Третьей армии (5 ракетных батарей «Стрела-2М» и «Стрела-1М» и 8 артиллерийских батарей ПВО). Руководить операцией должно было командование Корпуса ПВО с 31-го оперативного центра сектора ПВО «Јарчујак» близ Кралево[73].
- Оборона районов Белграда, Нови-Сада и района Подгорица-Бока. Для Белграда и Нови-Сада были выделены 6 подразделений воздушного осмотра и предупреждения (2 роты, 4 взвода), 12 ракетных дивизионов средней дальности (8 С-125 «Нева» и 4 «Куб»), 15 батарей малой дальности («Стрела-2М» и «Стрела-1М»), 7 артиллерийских батарей ПВО, истребительная эскадрилья (15 МиГ-21 и 4 МиГ-29), а также силы ПВО Первой армии сухопутных войск. Командный центр — 20-й оперативный центр сектора ПВО «Стари-Бановци». Для прикрытия района Подгорица-Бока задействовались 3 подразделения воздушного осмотра и предупреждения (1 рота и 2 взвода), 4 батареи «Куб», батареи «Стрела-2М» и 7 артиллерийских батарей, а также сил ПВО Второй армии сухопутных войск и Военно-Морского Флота. Командный центр — 58-й оперативный центр сектора ПВО на аэродроме Подгорицы.
- Борьба с вертолётными десантами. Однако в силу отсутствия таковых уже через несколько дней проводившие эту операцию подразделения были переброшены на другие направления.
- Воздушная поддержка сил Третьей армии сухопутных войск. Её должен был выполнять Авиационный корпус в содействии со штабом Третьей армии.

## Ход операции (март—июнь)

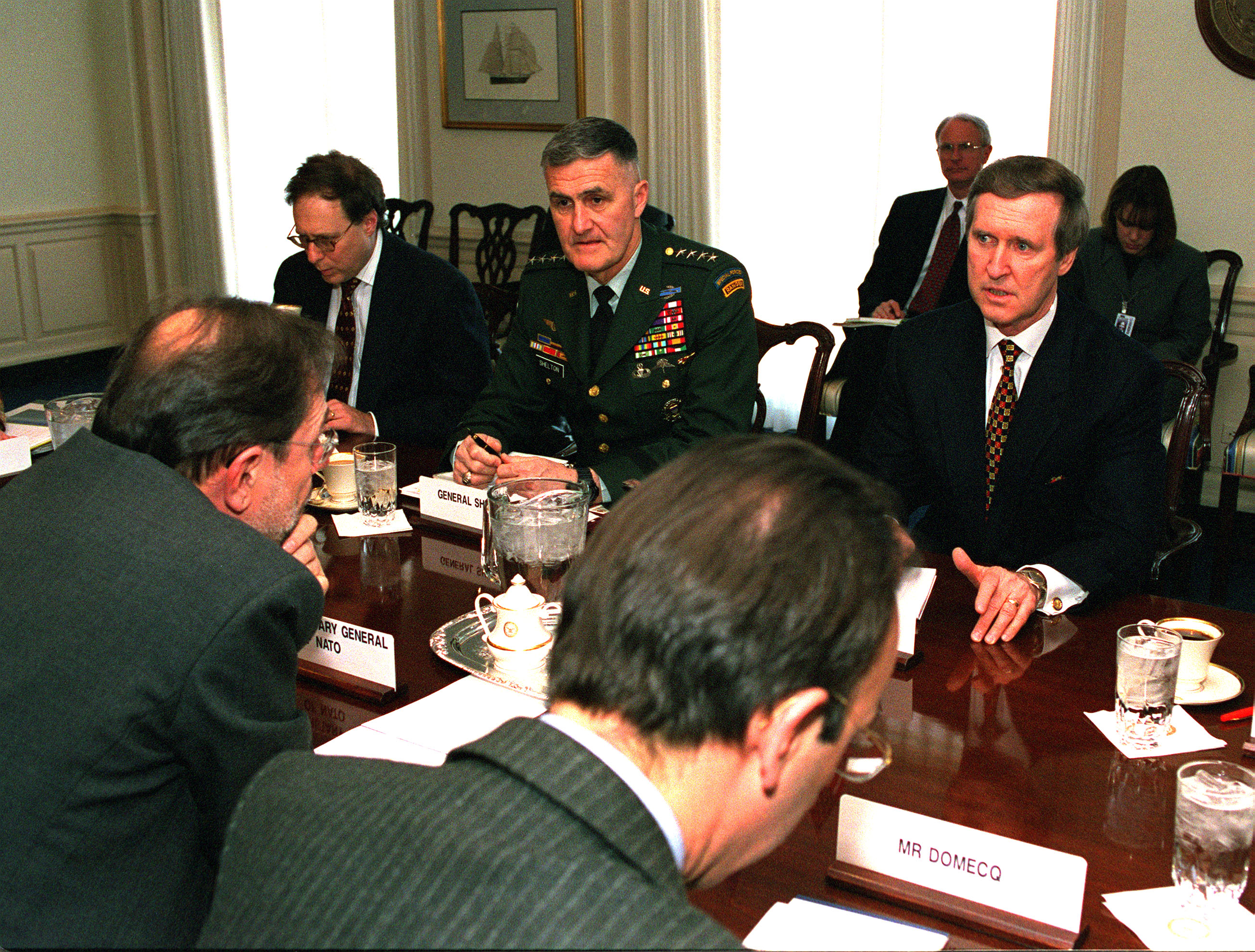
Высшие чины НАТО готовят атаку на СРЮ. 15 марта 1999 года

Формальным поводом начала военных действий (casus belli) было неисполнение Сербией требования НАТО «вывести сербские войска из сербской автономной области Косово и Метохия», а также фактический срыв всех попыток мирного решения ситуации. В течение марта, апреля, мая, июня 1999 года войска НАТО проводили военные действия на территории Сербии. Основная часть военной операции состояла в применении авиации для бомбардировки стратегических военных и гражданских объектов на территории Сербии. Авианалётам были подвергнуты военные стратегические объекты в крупных городах Югославии, включая столицу — Белград, а также многочисленные гражданские объекты, в том числе и жилые. В операции принимали участие 14 стран, в распоряжении которых было 1 200 самолётов. Морская группировка насчитывала 3 авианосца, 6 ударных подводных лодок, 2 крейсера, 7 эсминцев, 13 фрегатов, 4 крупных десантных корабля. Общий же человеческий состав сил НАТО, задействованных в операции, превысил 60 тыс. человек.
В ходе операции за 78 дней авиация НАТО совершила 35 219 вылетов, было сброшено и выпущено более 23 000 бомб и ракет, общий тоннаж сброшенных бомб оценивается от 22 000 до 80 000 тонн. В том числе, американцами 218 крылатых ракет морского базирования по 66 целям и 60 крылатых ракет воздушного базирования, Британия с подводной лодки — 20.
По официальным данным НАТО, 90 % выпущенных авиабоеприпасов составляли управляемые бомбы и ракеты, при этом у 15 % выпущенных управляемых авиабоеприпасов произошли сбои по техническим причинам.
Как правило, НАТО заранее предупреждала о местах бомбардировок, дабы СР Югославия могла провести эвакуацию персонала или иных людских ресурсов с мест ударов, чем косвенно и объясняется незначительное, для двухмесячных бомбардировок, число жертв по данным Human Rights Watch.

### Периодизация боевых действий
По мнению российских исследователей из Центра анализа стратегий и технологий, бомбардировки НАТО были разбиты на три этапа:
- с 24 по 27 марта. Данный этап представлял собой классическую операцию по подавлению ПВО и установлению господства в воздухе
- с 27 марта по 24 апреля — атаки по югославским войскам в Косово и Метохии и бомбардировки объектов по всей Югославии
- с 24 апреля по 10 июня. В этот период силы НАТО активизировали масштабные бомбардировки Югославии, так как не ожидали отказа югославского руководства от быстрой капитуляции.

### Март

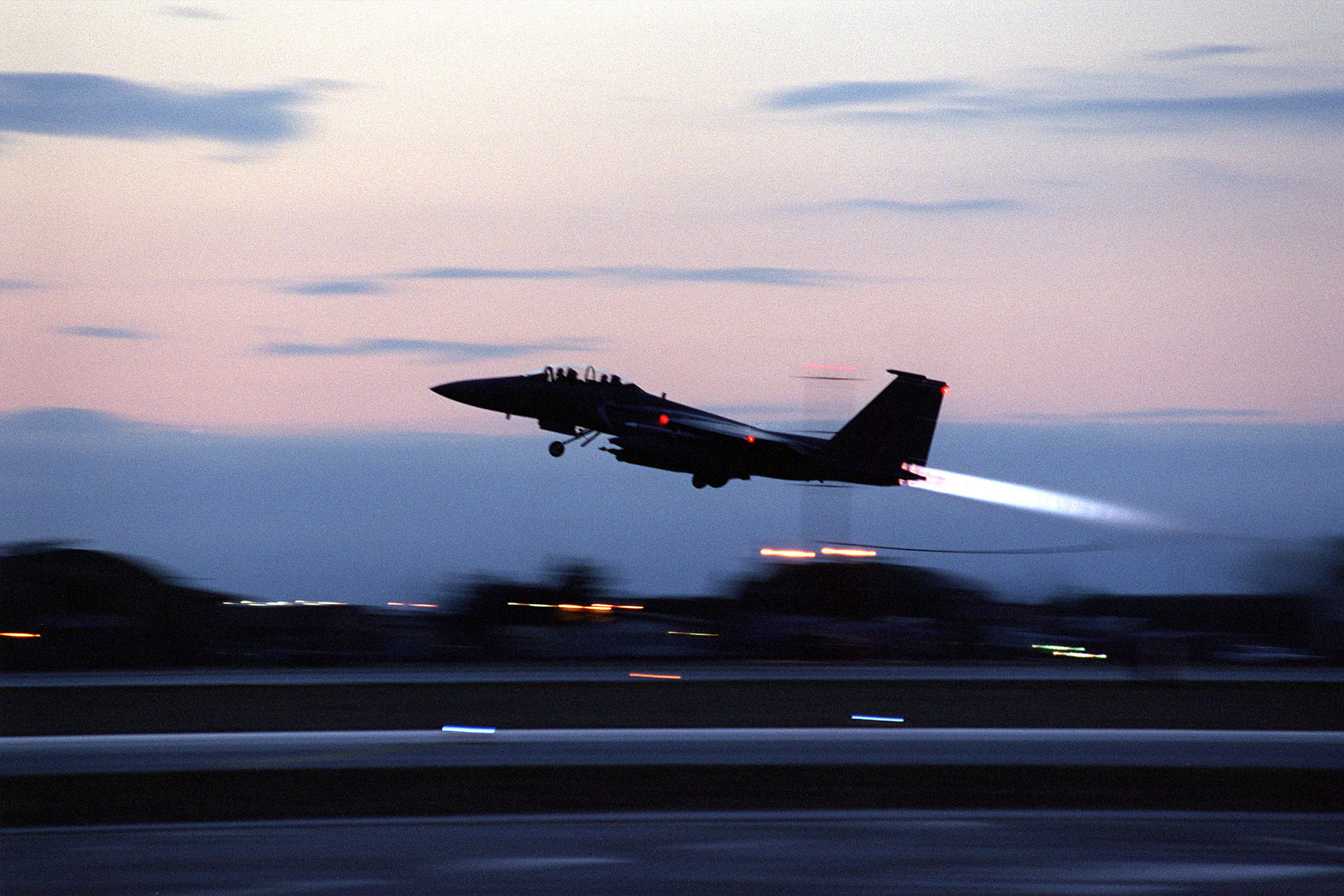
Вылет F-15 с авиабазы Авиано. 28 марта 1999 года

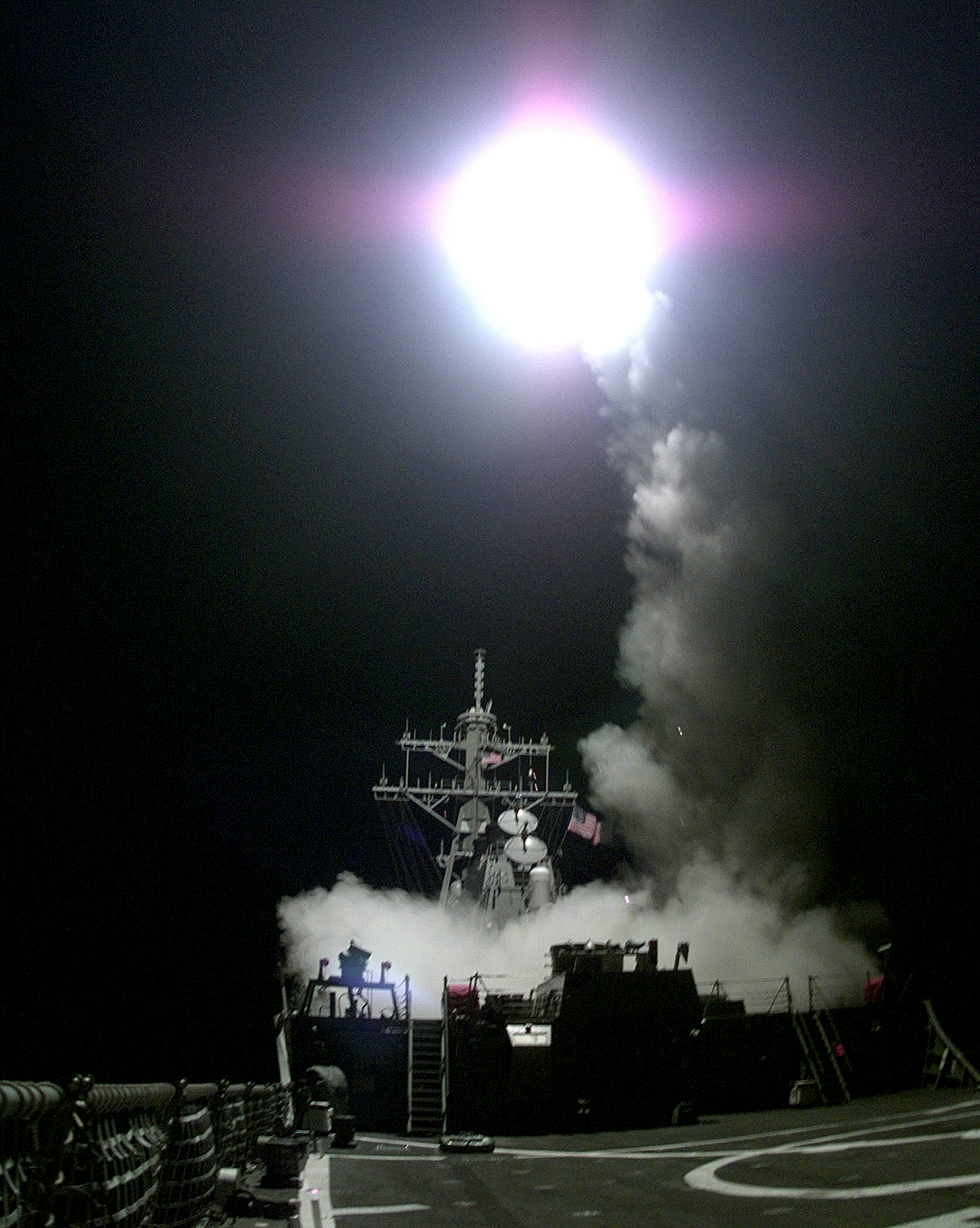
Запуск КР «Томагавк» с корабля в Адриатике. 31 марта 1999 года

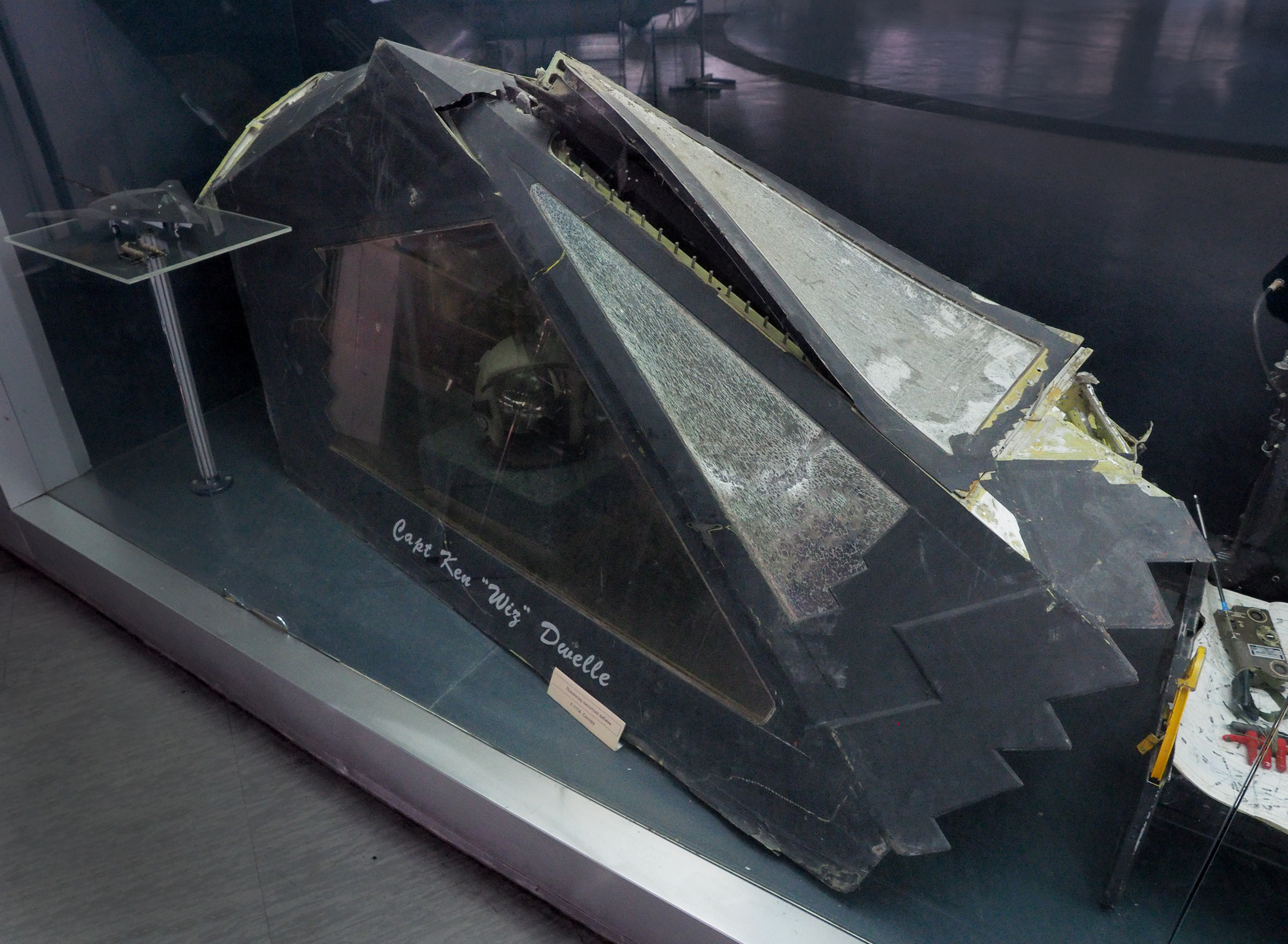
Обломки F-117, сбитого югославской ПВО

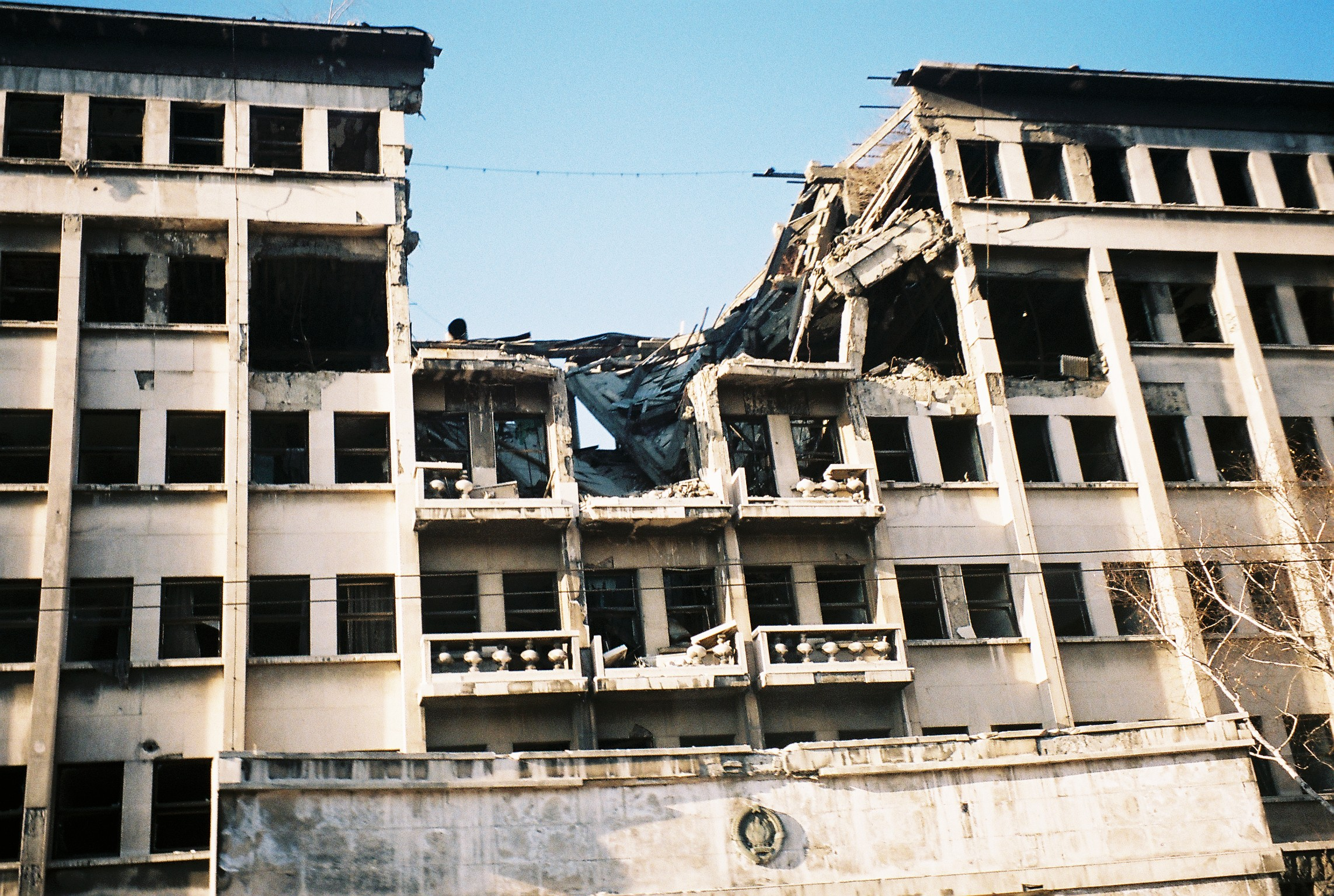
Частично разрушенное здание Министерства внутренних дел СРЮ

- 24 марта 1999 — генеральный секретарь НАТО Хавьер Солана отдал приказ командующему силами НАТО в Европе американскому генералу Уэсли Кларку начать военную операцию против Югославии. Вечером того же дня Белград, Приштина, Ужице, Нови-Сад, Крагуевац, Панчево, Подгорица и другие подверглись ударам с воздуха. Президент России Борис Ельцин выступил с обращением к миру, в котором попросил Клинтона не делать этого трагического, драматического шага. Это война в Европе, а может быть, и больше[79]. Премьер-министр Евгений Примаков, направлявшийся с визитом в США, развернул самолёт над Атлантикой и экстренно вернулся в Россию.
- 25 марта — авиация НАТО нанесла новый удар. С борта американского крейсера «Гонсалес» в Адриатическом море было выпущено 18 ракет «Томагавк». Точечной бомбардировке подверглись военно-стратегические объекты в Нише — крупном индустриальном центре. В первую ночь войны на перехват самолётов НАТО вылетели пять югославских истребителей МиГ-29, два из которых были сбиты американскими F-15, а ещё один, по-видимому, сбит «дружественным огнём» ПВО Югославии[80].
- 26 марта — уничтожен склад горючего в Липовице, что вызвало большой пожар в Липовачском лесу.
- 27 марта — подразделение сербских ПВО (Золтан Дани, С-125) уничтожило американский самолёт F-117 («самолёт-невидимку»)[81][82][83].

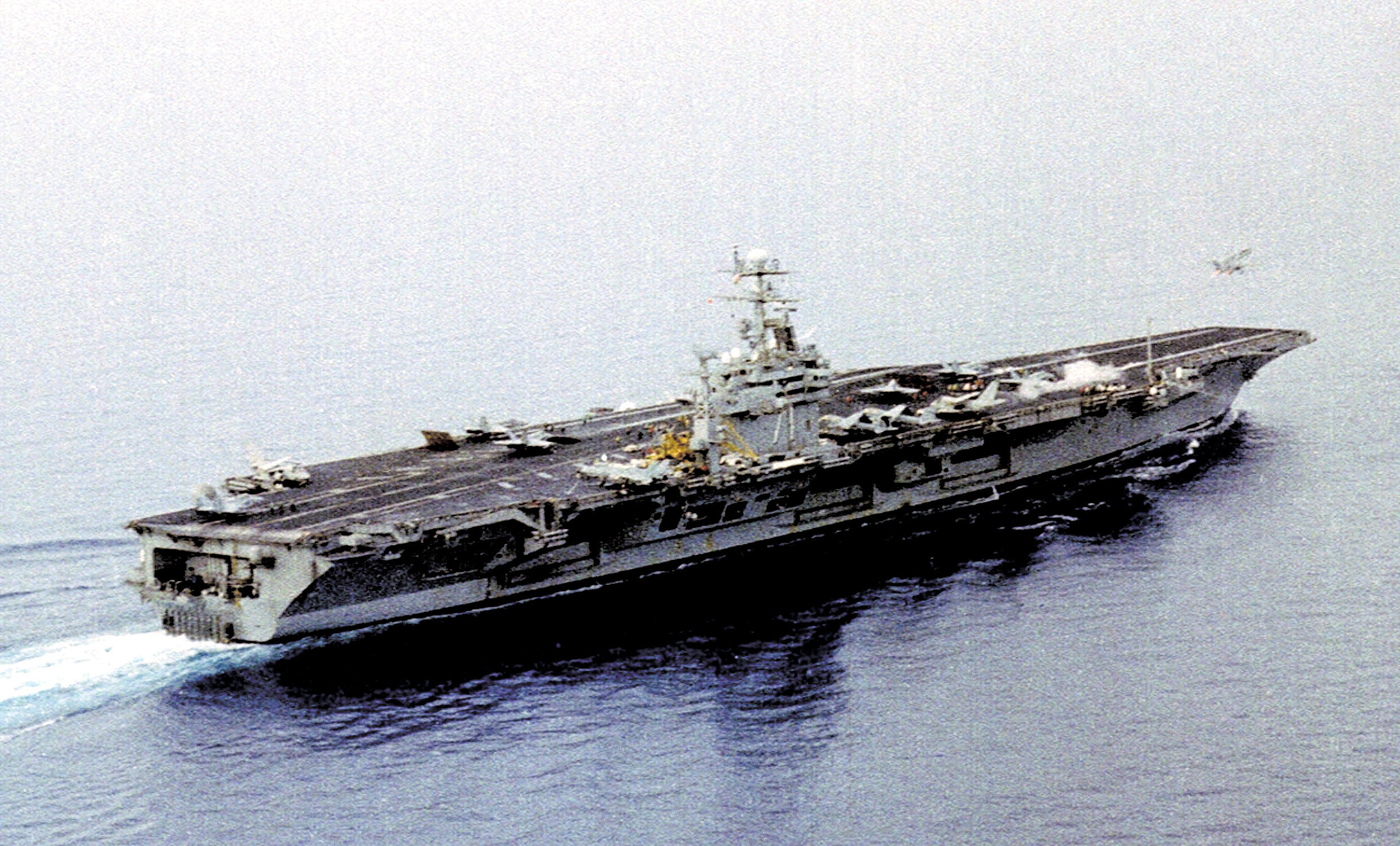
Авианосец «Теодор Рузвельт» в Адриатическом море

- 28 марта — ночью Билл Клинтон после совещания с руководителями Великобритании, Германии, Франции и Италии подтвердил разрешение усилить военные удары по Югославии. Авиация НАТО нанесла точечные удары по военно-стратегическим объектам в пригородах Белграда. На юге Сербии подверглись точечным атакам и объекты в городе Чачак.

### Апрель

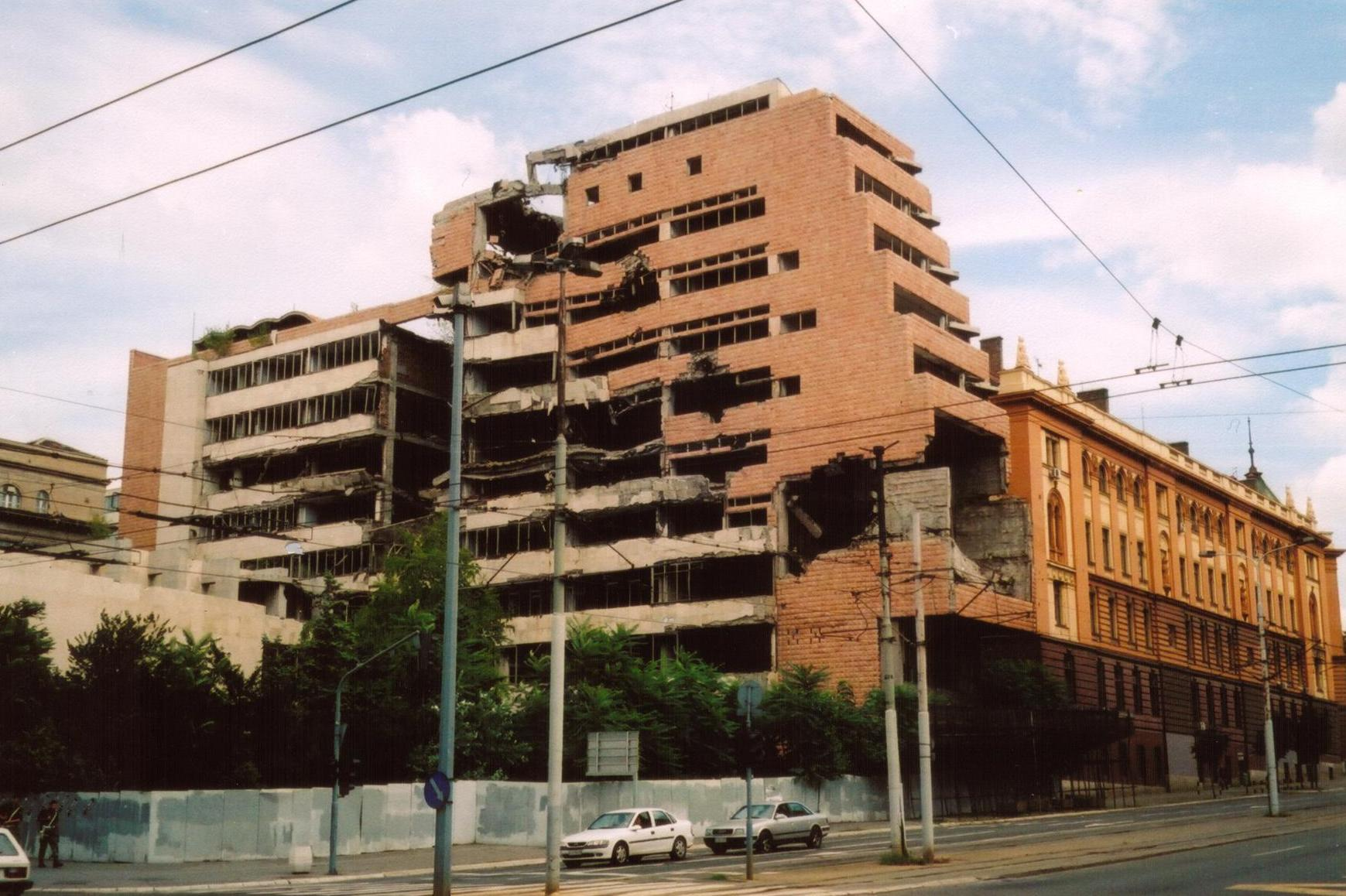
Здание Министерства обороны СРЮ после бомбардировки

- 1 апреля — югославский спецназ взял в плен на своей территории трёх американских солдат[источник не указан 854 дня].
- 3 апреля — авиаударом НАТО по Белграду разрушено здание Министерства внутренних дел Сербии и Югославии[84].
- 5 апреля — бомбардировка Алексинаца. Погибло не менее пяти человек, ранено не менее тридцати, в городе был разрушен ряд зданий, в том числе благотворительный медицинский пункт[85]. Помимо этого бомбардировкам подвергся ряд районов Белграда, а также его аэропорт. Был задет и монастырь Раковица. В Нише бомбардировке подверглись несколько предприятий. В населённом пункте Лучани в 2:30 был нанесён удар по химическому заводу[источник не указан 854 дня]. Впервые с начала операции бомбардировке подверглась Рашка, были уничтожены ретрансляционная вышка на горе Копаоник и мост через реку Ибар. В Приштине в 23:15 очередной удар был нанесён по аэродрому Слатина. Также в течение 5 апреля воздушным атакам были подвержены Нови-Сад. Гниляне, Косовска Митровица и Сомбор. В Сомборе в 10 километрах от города был уничтожен топливный терминал[86][неавторитетный источник].
- 6 апреля — продолжились бомбардировки Нови-Сада. В 00:30 очередной удар был нанесён по приштинскому аэродрому. Также 6 апреля целями бомбардировок стали Кралево, Панчево, Крагуевац (ТВ-ретранслятор на горе Црни Врх) и Ужице[86][неавторитетный источник].
- 10 апреля — атаке подвергся автомобильный завод «Crvena Zastava» («Красное знамя») в Крагуеваце. Произошла бомбардировка Приштины и железнодорожной станции в Косово-Поле.
- 11 апреля — многочисленные авиаудары по Печи, Джаковице, Истоку и аэродрому Слатина под Приштиной.
- 12 апреля — ударом самолёта F-15E уничтожен пассажирский поезд номер 393, следовавший из Ниша через Враньё, Скопье в Афины и проходивший по мосту Грделичка клисура (пилот имел приказ разрушить мост). В результате погибло 20 человек[87]. Представитель НАТО Джейми Ши заявил, что пилот наводил управляемые бомбы на мост с помощью телекамеры, а поезд появился на мосту внезапно «в последнюю секунду» перед попаданием; при попытке попасть в мост вторым боеприпасом, впереди вагонов, бомба снова задела поезд[88].

В Крушевце авиаудары на металлообрабатывающий завод «14 Октобар» и городскую ТЭЦ. В Крагуевце пострадал автомобильный завод «Застава». В Панчево, Новом Саде и Сомборе атаки на склады «Нафтагас» и нефтеперерабатывающие производства. В Приштине многочисленные удары по аэродрому Слатина.
- 14 апреля — Ельцин назначает Черномырдина своим специальным представителем по Югославии. Самолёты НАТО наносят удар по колонне беженцев, которых войска Югославии намеренно[89][90] использовали как живой щит[58][91]. К непосредственным бомбардировкам присоединяются самолёты Италии (до этого времени они выполняли только вспомогательную функцию)[92].
- 16 апреля — НАТО начинает гуманитарную интервенцию в Албании (операция «Союзная гавань») для оказания помощи находящимся там беженцам из Косово.
- 19 апреля — среди ночных целей были: Обреновац, фабрика «Прва искра» в Бариче, Нови Сад, Парачин, мост в Бачкой Паланке, Суботица и Кралево.

Днём авиаудары продолжены по территории Косовсой Митровицы, Печи, Подуева и аэродром Слатина.
- 20 апреля — целями самолётов НАТО стали: табачная фабрика в Нише, фабрика «Крушик» в Валево, мост возле Доня Бистрица, уничтожена спутниковая станция «Югославия» возле Иваницы. Несколько взрывов прозвучали возле Кралево, Приштины, Куршумлии[источник не указан 854 дня].

Информационная служба корпуса Армии Югославии в Крагуеваце сообщила, что ПВО Армии Югославии сбила два самолёта противника, упавшие, скорее всего, на территории Чумич-Рудник-Топола.
- 21 апреля — авиация НАТО ночью попала в бизнес-центр «Ушче» в Новом Белграде. В здании находились телевизионные компании «БК», «Пинк», «Кошава», СПС и два десятка офисов различных фирм[источник не указан 854 дня].

В Нови-Саде две ракеты были выпущены по Жежелеву мосту через Дунай. Ночью недалеко от Джаковицы 10 человек погибло и 16 ранено от восьми ракет НАТО, которые попали в поселение сербских беженцев из Хорватии. Два человека получили ранения в Валево на фабрике «Крушик».
- 22 апреля — около 4 часов утра НАТО наносит удар по личной резиденции Милошевича и штаб-квартире Социалистической партии Сербии в Белграде. Пострадавших нет. Здание уничтожено до основания[источник не указан 854 дня].

Днём атакован мост в Нови-Саде, а последующей ночью Приштинский аэродром Слатина.
- 23 апреля — авиаудар по белградскому телецентру[94]. Погибли 16 человек, ещё 16 получили ранения различной степени тяжести[95][96].
- 24 апреля — НАТО принимает решение об эмбарго поставки нефти и нефтепродуктов в Югославию[97].
- 26 апреля — полностью разрушен Жежелев мост в Новом Саде.

Во вновь обстрелянной Куршумлие количество погибших гражданских достигло 17 человек.
- 27 апреля — авиаудар по городу Сурдулице, 16 мирных жителей погибло. НАТО признало, что нанесли удар по ошибке[98].
- 28 апреля — от ударов НАТО в Белграде пострадали казармы Армии Югославии. Нанесён материальный ущерб детской больнице и родильному отделению больницы «Драгиша Мишович», находящейся в непосредственной близости[источник не указан 854 дня].
- 29 апреля — разрушена во время налёта авиации Авальская телебашня в Белграде.
- 30 апреля — НАТО наносит удар по зданию Генштаба югославской армии и Министерства обороны Югославии. Трое погибли, около 40 ранены[99].

### Май
- 1 мая — авиация НАТО разбомбила автобус компании «Ниш експрес» на мосту близ Приштины, в результате чего погибли 23 человека. После того как на место трагедии прибыли медики, был нанесён второй удар, в результате чего пострадали несколько врачей[100].
- 4 мая — Болгария предоставляет НАТО своё воздушное пространство для ударов по Югославии.
- 7 мая — Удар по городу Ниш. Высокоточная ракета попала в здание посольства Китая в Белграде[101].
- 14 мая — Удар по деревне Кориша (вблизи Призрена), населённой албанцами. По данным военного обозревателя российского информационного агентства РИА Новости Ильи Крамника, погибли 87 жителей и ещё 160 получили ранения[102][неавторитетный источник]. Согласно югославской Белой книге, погибли 48 человек и не менее 60 получили ранения[103][неавторитетный источник].
- 30 мая — второй авиаудар по городу Сурдулице, бомба поразила детский дом. Погиб 21 человек, большинство погибших были беженцами из Хорватии, которые были размещены в комплексе, где прежде стояли военные[98].
- 30 мая — в День Святой Троицы и большой еженедельной ярмарки, примерно в час дня, четыре военных самолёта НАТО в два захода сбросили бомбы на мост в городе Варварин. В результате бомбардировки погибло 10 мирных жителей, 47 получили тяжёлые ранения[104][неавторитетный источник].

### Июнь

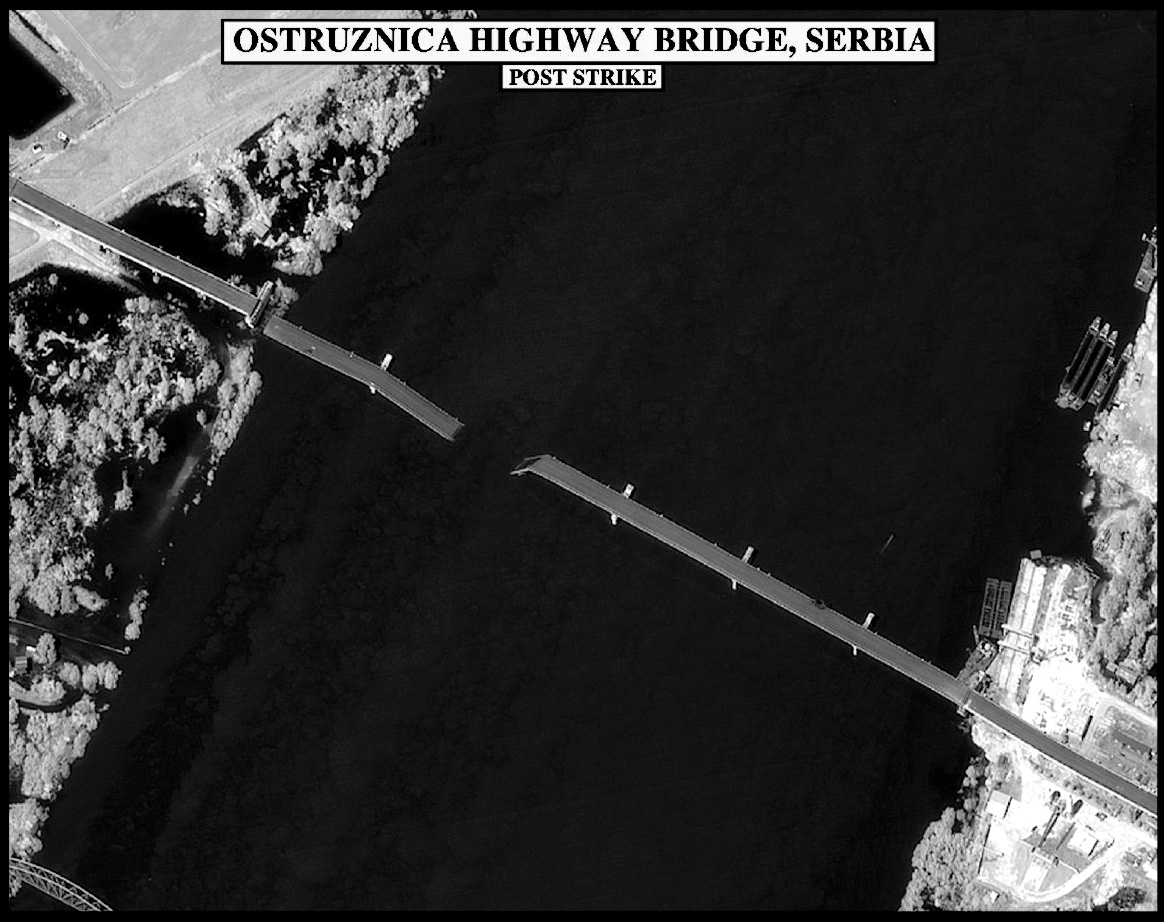
Уничтоженный мост в Остружнице, 1 июня 1999 года

- 1 июня — двадцатью ракетами обстрелян Нови-Пазар. Одна из них попала в жилой дом. Погибло 13 человек (в том числе 2-летний ребёнок), ранено 23[105][неавторитетный источник]. Во время бомбардировок Панчева погиб генерал-полковник Любиша Величкович.

Ночью Белград и большая часть Воеводины остались без электричества в результате попадания бомб НАТО в трансформаторные подстанции.
Также пострадали Смедерево (нефтехранилище), Панчево, Нови-Сад, Младеновац, Кикинда, Вранье (телевизионный ретранслятор), Приштина (нефтехранилище), сёла на албанско-сербской границе недалеко от Призрена.
- 2 июня — в основном атаки пришлись на телевизионные ретрансляторы на всей территории Сербии (Кралево, Вранье, Ягодина, Крагуевац, Нови-Сад, Пирот). Недалеко от Ужице пострадал аэродром Поникве, в двадцати километрах от Сомбора — нефтесклады. Также самолёты НАТО неоднократно бомбили Куршумлию, Приштину, Призрен, Печ, Белград, Парачин[источник не указан 854 дня].
- 3 июня — Слободан Милошевич согласился с планом мирного урегулирования конфликта.

От бомб НАТО пострадали автомобильный и железнодорожный мосты через реку Ясенице в районе Велика Плана, фабрика «Фармакос» в Призрене, ТВ-ретрансляторы возле Пирота, Србобрана и на Копаонике.
- 4 июня — самолёты обстреляли аэродром Батайница недалеко от Белграда[107].
- 10 июня — принята Резолюция Совета Безопасности № 1244 (1999).
- 11 июня (день) — 12 июня (ночь) — бросок российских десантников на Приштину. Захват аэродрома Слатина.
- 12 июня — ввод сухопутных войск НАТО на территорию Сербии.
- 20 июня — югославские войска оставляют Косово и Метохию.

## Наземные боевые действия в Косово в период бомбардировок
В течение марта — июня 1999 года Косово покинули, по данным UNHCR, 848 100 албанцев, из которых 444 600 человек осели в Албании, а 244 500 человек оказались в Македонии. Таким образом АОК получила возможность набрать дополнительные силы из числа косовских беженцев в Албании. К концу марта 1999 года АОК удалось мобилизовать из этого контингента до 20 тыс. человек, вооружив их стрелковым оружием китайского производства.
В начале марта 1999 года югославские силы начали наступление и к началу апреля того же года смогли захватить большинство позиций АОК в Косово. Однако полностью подавить албанское сопротивление югославской стороне не удалось: силы АОК продолжали вести партизанскую войну в некоторых горных и лесных районах края.
Кроме того, в период бомбардировок происходили стычки в полосе албано-югославской границы. В апреле 1999 года АОК взяла пограничный караул «Кошары», но была остановлена югославскими частями и иностранными добровольцами. Попытки продвинуться вглубь Косово, предпринятые в мае того же года при поддержке авиации НАТО, были отбиты. В апреле 1999 года югославские силы вступили на территорию Албании и заняли село Каменица (около города Кукес).
Проводившиеся сербскими силами этнические чистки албанского населения не прекратились с началом бомбардировок. Так, 24-25 марта около 60 мирных жителей убиты в Бела-Цркве, 25-26 марта около 100 мирных жителей убито в Велика-Круше, 26 марта 48 мирных жителей убиты в Сува-Реке, 28 марта около 90 мирных жителей убиты в Избице, 27-28 апреля более 300 мирных жителей убито в Меже, 2 мая более 100 мирных жителей убиты возле Вучитрна, 14 мая 41 мирный житель убит в Чушке.

## Бросок на Приштину российских десантников

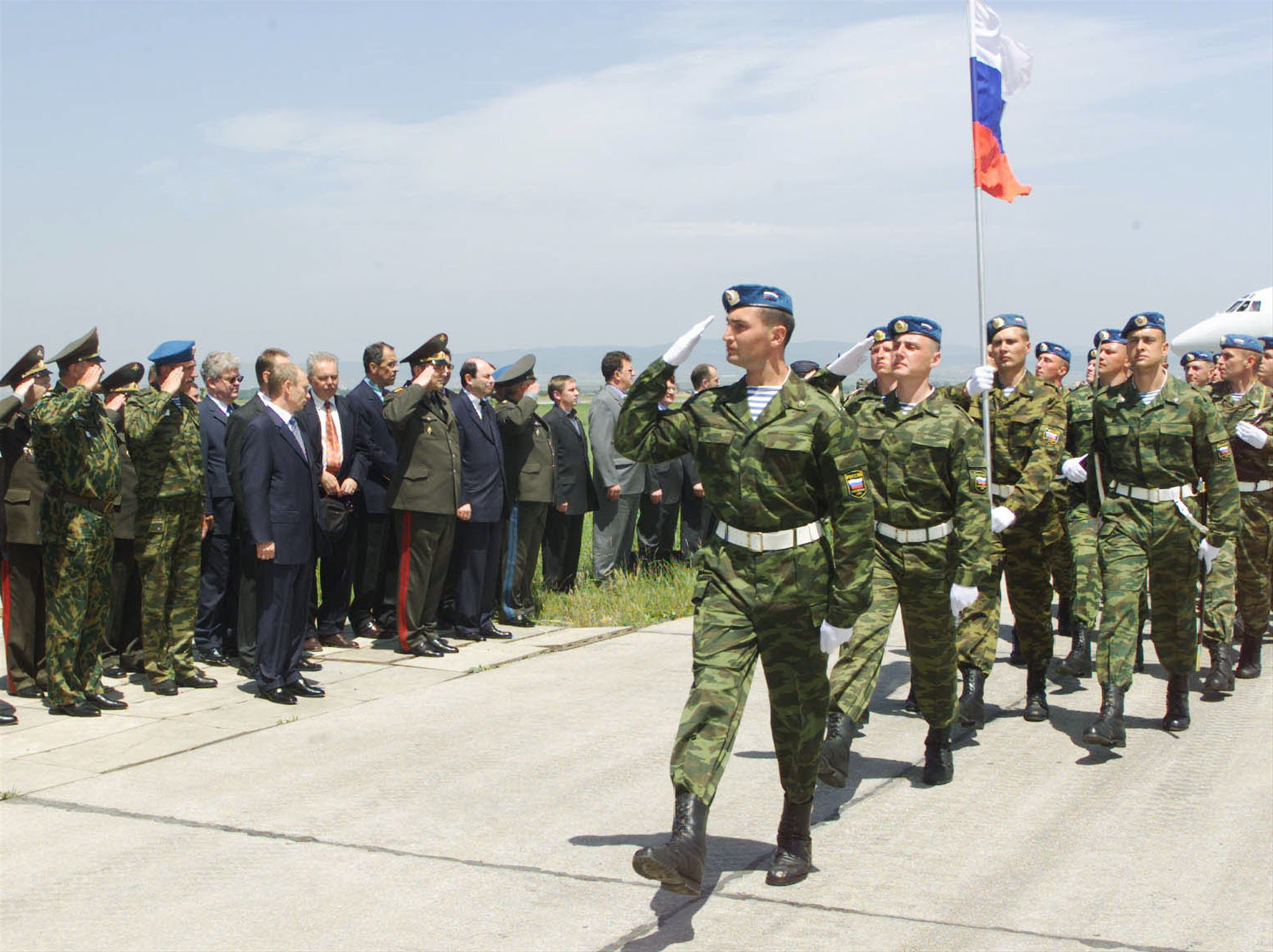
Торжественное прохождение подразделений российского миротворческого контингента KFOR в честь прибытия В. В. Путина в аэропорт «Слатина» в июне 2001 года

В ночь на 12 июня 1999 года десантники российских миротворческих сил, опередив войска НАТО, вошли на территорию Югославии. Марш-броском из Боснии и Герцеговины они заняли аэродром Слатина близ Приштины, а через несколько часов туда же прибыли и подразделения других иностранных армий. Хотя командующий силами НАТО в Европе американский генерал Уэсли Кларк приказал британскому генералу Майклу Дэвиду Джексону, командовавшему группировкой на Балканах, «выбить» русских из аэродрома, британец ответил, что не собирается начинать Третью мировую войну.
Впоследствии известный британский певец Джеймс Блант, служивший в 1999 году в натовской группировке, свидетельствовал о приказе генерала Кларка отбить аэродром у российских десантников:

«Около 200 русских расположились на аэродроме…. Прямым приказом генерала Уэсли Кларка было „подавить их“. Кларк использовал необычные для нас выражения. Например — „уничтожить“. Для захвата аэродрома были политические причины. Но практическим следствием стало бы нападение на русских».
В ходе интервью с Президентом Республики Ингушетия Юнус-беком Евкуровым (на момент освещаемых событий майор ГРУ) стало известно, что, начиная с конца мая 1999 года, группа в составе 18 бойцов ГРУ тайно проникла на территорию аэропорта Слатина и фактически контролировала его до подхода десантного батальона. Все обстоятельства данной операции до сих пор засекречены.

## Результаты
- Прекращение Косовской войны.
- Завершение этнических чисток.
- Тяжёлая социально-экономическая ситуация в СР Югославия[116].
- Массовое возвращение беженцев в Косово (более 810 тысяч человек на декабрь 1999 года)[3]
- Косово и Метохия под управлением KFOR.
- Кумановское соглашение — более компромиссная версия Рамбуйевских соглашений.
- Большинство воздушных ударов было направлено на Приштину (374), Призрен (232), Белград (212), Урошевац (205), Джаковицу (190), Кралево и Ужице (145 на каждый город), Нови-Сад (114).
- 17 февраля 2008 года Косово провозгласило независимость от Сербии.
- На территории Косова построена американская военная база Кэмп-Бондстил. Численность контингента KFOR (НАТО) на конец 2013 года — 4 900 человек[117].

Британский военный историк Джон Киган писал: «Теперь на календаре можно отметить новый переломный момент: 3 июня 1999 года, когда капитуляция президента Милошевича доказала, что война может быть выиграна одной только воздушной мощью».

## Жертвы и потери

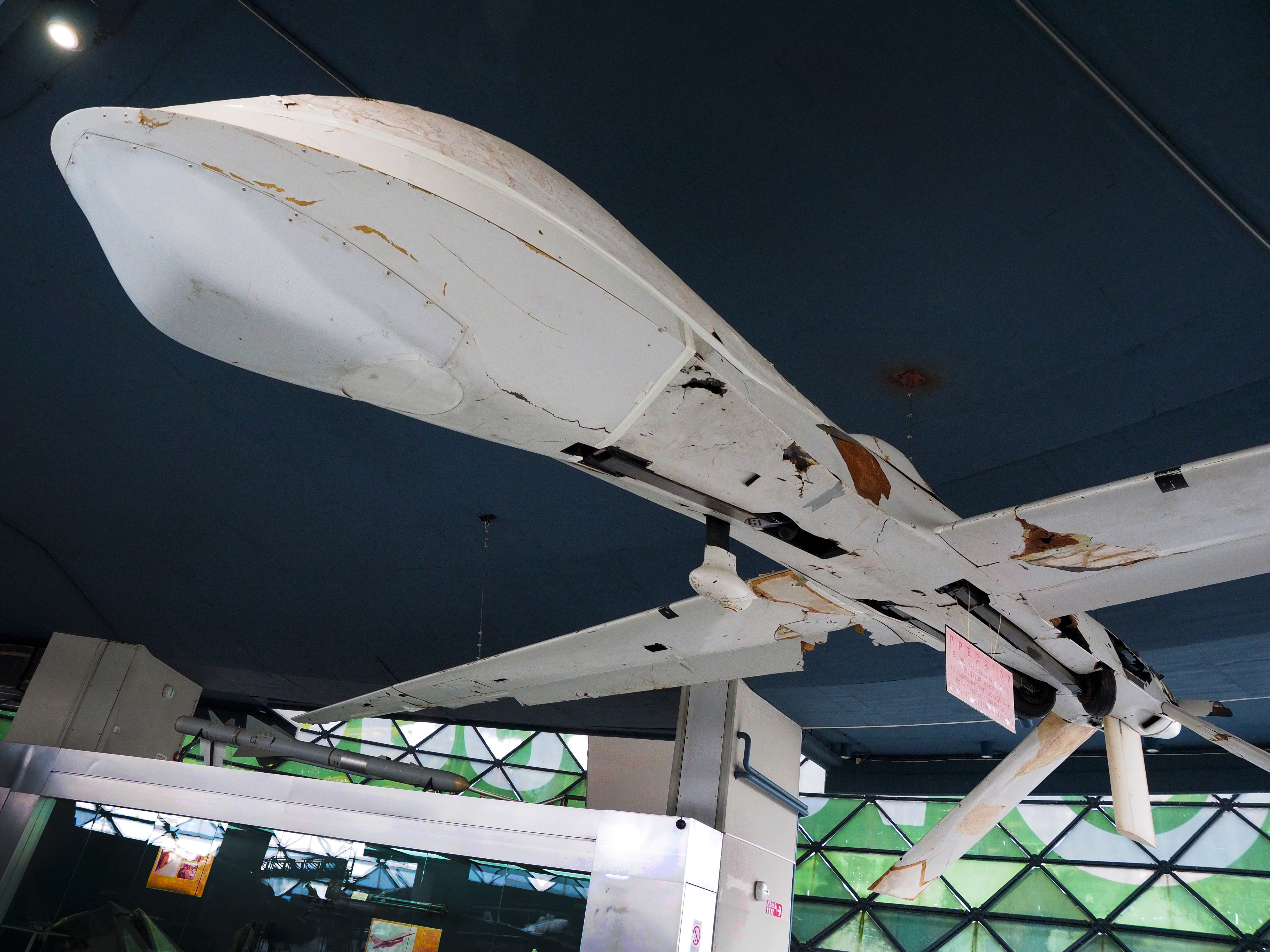
Сбитый БПЛА «Хищник» в Музее авиации в Белграде

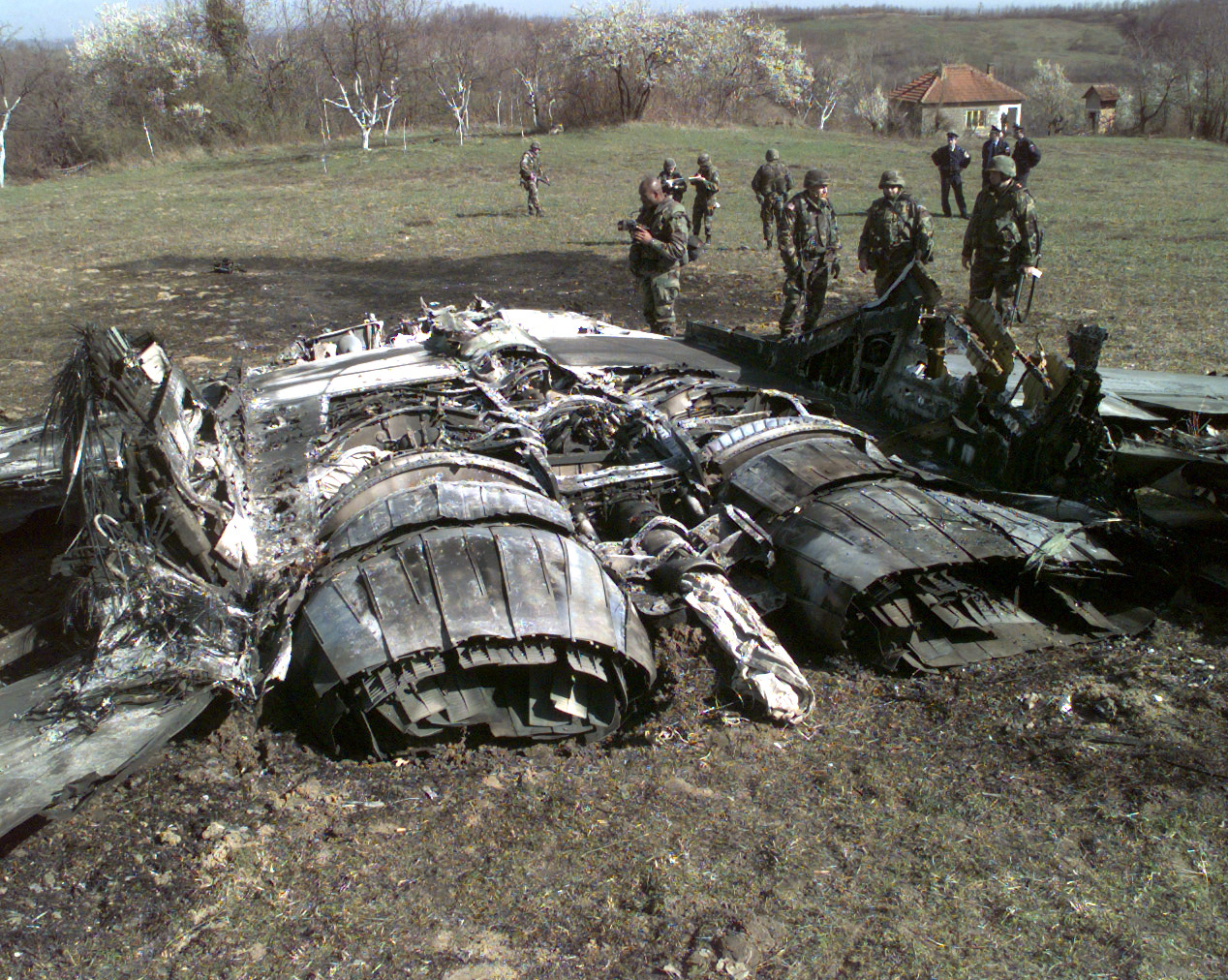
Сбитый авиацией НАТО над Боснией сербский истребитель МиГ-29

### НАТО
По официальным данным НАТО, в ходе кампании альянс потерял двух военнослужащих погибшими (экипаж американского вертолёта AH-64, разбившегося в ходе тренировочного вылета в Албании).
Согласно официальной информации ВВС США, системой ПВО Югославии были сбиты два американских самолёта (F-16 и F-117), оба пилота были подобраны поисково-спасательными службами.
Кроме того, правительство США официально признало потерю двух беспилотных летательных аппаратов «Predator».
В 2003 году американский исследователь Ralph Sanders привёл данные, что в ходе конфликта было потеряно 22 беспилотных аппарата НАТО.
Офицер ВМС США R. Dixon в своём исследовании упоминает, что в период после марта 1999 года здесь было потеряно 24 беспилотных аппарата НАТО (в том числе, 4 «Predator», 4 «Hunter», 4 «Pioneer», 6 немецких CL-289, один французский CL-289, два французских «Crecerelle», два британских «Phoenix»).
По данным российских исследователей, НАТО признало потерю 47 БПЛА.
Согласно официальным югославским данным, озвученным в связи с празднованием Дня югославской армии 16 июня 1999 года начальником генерального штаба югославской армии Драголюбом Ойданичем, в ходе войны потери НАТО составили 61 самолёт, 7 вертолётов, 30 беспилотных летательных аппаратов, 238 крылатых ракет.
В декабре 2000 года российская газета «НВО» со ссылкой на неопределённые югославские источники сообщила, что потери НАТО составили 31 самолёт и 6 вертолётов.
В начале 2001 года начальник сектора военных самолётов ОНТИ ЦАГИ В. Ильин привёл как старые данные 1999 года (61 самолёт и 7 вертолётов), так и «проверенные и уточнённые данные» югославского министерства обороны за 2000 год (31 самолёт и 6 вертолётов).
В марте 2008 года министерство обороны Сербии сообщило уточнённые данные по потерям НАТО, согласно которым в ходе операции были уничтожены два самолёта, не менее 9 БПЛА и 45 крылатых ракет НАТО, ещё 38 воздушных целей получили повреждения. В открытой печати информация была опубликована сербской газетой «Политика» в статье «Milošević nije dozvolio napade na NATO», посвящённой 9-й годовщине начала военной операции НАТО против Югославии.

Штурмовик A-10 (серийный номер 81-0967), вернувшийся на базу «с оторванным двигателем» 2 мая 1999 года. Самолёт был отремонтирован

Также был показан трофейный двигатель штурмовика А-10, оторванный от самолёта (кадры также транслировались по российскому телевидению). Этот факт предполагает, что штурмовик либо смог аварийно приземлиться за территорией СРЮ, либо разбился за границей, хотя последнее для штурмовика далеко не обязательно. Имевшиеся случаи поражения А-10 ПЗРК причиняли несравнимо меньшие повреждения и характеризовались как ущерб, но не потери.
Большую сумму составили расходы на саму операцию. Например, только США потратили на неё 1,7 млрд долларов.

### Потери ВС и МВД СРЮ
Согласно заявлению Слободана Милошевича сразу после войны, в ходе конфликта погибли 462 югославских военнослужащих и 114 полицейских. После войны были объявлены потери ЮНА и полиции в 1002 человека (включая 324 сотрудника МВД), из которых 193 погибло в боях с албанскими боевиками, 753 от бомбардировок и 56 пропали без вести. По данным Радио и телевидения Сербии на 2015 год, погибли 1031 и ранены 5173 военных и полицейских.
По оценке НАТО, погибли более 5 000 югославских военных.
По первым оценкам Министерства обороны США Армия Югославии потеряла 120 танков, 220 прочих бронемашин и 450 артиллерийских орудий.
Оценки Европейского командования SHAPE от 11 сентября 1999 года были чуть менее оптимистичны — 93 уничтоженных танка, 153 различных бронемашин и 389 артиллерийских орудий.
Американский еженедельный «Newsweek» после заявлений военных США об успехах опубликовал опровержение с подробными уточнениями. В итоге оказалось, что потери армии Югославии в НАТО были в отдельных случаях завышены в десятки раз.
Специальная американская комиссия (Allied Force Munitions Assessment Team), направленная в Косово в 2000 году, обнаружила там следующую уничтоженную югославскую технику: 14 танков, 18 бронетранспортеров и 20 артиллерийских орудий и миномётов. Это была полностью уничтоженная техника, которую сербам не было смысла эвакуировать для ремонта, вся прочая техника была ими эвакуирована при выводе войск из Косово.
Югославская военная авиация приняла минимальное участие в отражении налётов НАТО, выполнив за 11 недель войны всего 11 вылетов на перехват самолётов противника, однако понесла значительные потери — по данным югославских и российских исследователей, ВВС Югославии лишились 6 самолётов в воздухе, ещё около 70 самолётов были уничтожены на земле. Было потеряно две трети (11 из 16 машин) наиболее современных истребителей МиГ-29 и половина старых истребителей МиГ-21 (33 из 60 машин); из-за высоких потерь после войны был расформирован один из двух истребительных авиаполков, имевшихся в составе ВВС Югославии.

### Жертвы среди гражданского населения
По информации властей СРЮ, с 24 марта по 10 июня 1999 г. общее число погибших гражданских лиц составило свыше 1 700 человек, в том числе почти 400 детей, порядка 10 тыс. серьёзно ранены. Без воды остались около 1 млн человек, 500 тыс. человек остались без работы, тысячи — без крыши над головой.
В ряде случаев причиной гибели гражданских лиц стали кассетные бомбы НАТО.
Правозащитная организация Human Rights Watch насчитала 90 инцидентов, в которых погибло в общей сложности от 489 до 528 мирных жителей.
От 62 до 66 процентов от общего числа зарегистрированных смертей среди гражданского населения произошло всего в двенадцати инцидентах (см. Таблицу 1). Эти двенадцать инцидентов привели к гибели от 303 до 352 гражданских лиц, исходя из наилучшей доступной информации. Это были единственные из девяноста задокументированных инцидентов, в которых было подтверждено десять или более смертей среди гражданского населения.
Human Rights Watch удалось определить намеченную цель в 62 случаях из 90 (68 %).
Из них большее количество инцидентов произошло в результате нападений на воинские казармы, штабы и склады;
тринадцать — в результате атак на мосты (и один туннель);
шесть в результате атак на средства связи и ПВО;
по пять в результате атак на промышленные объекты, нефтяные объекты и аэродромы; и семь были в результате нападений на автоколонны или на то, что было воспринято как вооружённые силы в полевых условиях.
Эти последние инциденты были самыми смертоносными, а два из десяти худших инцидентов произошли в результате нападений на мосты.
27 января 2004 года в окружном суде Гааги начались предварительные слушания по иску жертв бомбардировок силами НАТО в Югославии в 1999 году.

## Ущерб югославской экономике, социальной инфраструктуре и экологии
По заявлениям официальных лиц Югославии, ущерб от бомбардировок государство оценила в сумму около 100 миллиардов долларов. В 2000 году Группа 17, либерал-консервативная партия Сербии оценила ущерб экономики в 3,8 млрд долларов, без учёта Косово. Через шесть лет эта же партия оценила ущерб экономике, включая косвенные потери, человеческий капитал и снижение ВВП — в 29,6 млрд долларов.
Основная оценка, используемая во многих материалах, оценивает ущерб в районе до 1 миллиарда долларов прямых потерь.
По оценкам ЕС, максимальная сумма, необходимая для восстановления повреждений в Югославии составила от 30 до 50 миллиардов долларов. По данным ЕЦБ, ВВП Югославии упал на 23,2 %, при этом промышленное производство сократилось на 23,3 % (в основном за счёт потери оборонной промышленности), а агрокультурная промышленность наоборот — возросла на 1,2 %. Число безработицы осталось на том же уровне, что и до бомбардировок — 27 %. Инфляция возросла с 29,8 % до 42,4 % из-за санкций, при этом торговый баланс государства никак значимо не изменился. По итогу, ЕЦБ считает, что основной ущерб Югославии пришёлся на военную, а не гражданскую промышленность, которая пострадала в незначительной степени.
По итогам бомбардировок были повреждены мосты, дороги, железнодорожные пути, а также около 25.000 построек, 69 школ и 176 памятников культуры. Помимо этого в той или иной степени были повреждены 19 больниц и 20 поликлиник, включая Университетский больничный центр доктора Драгиши Мишовича.

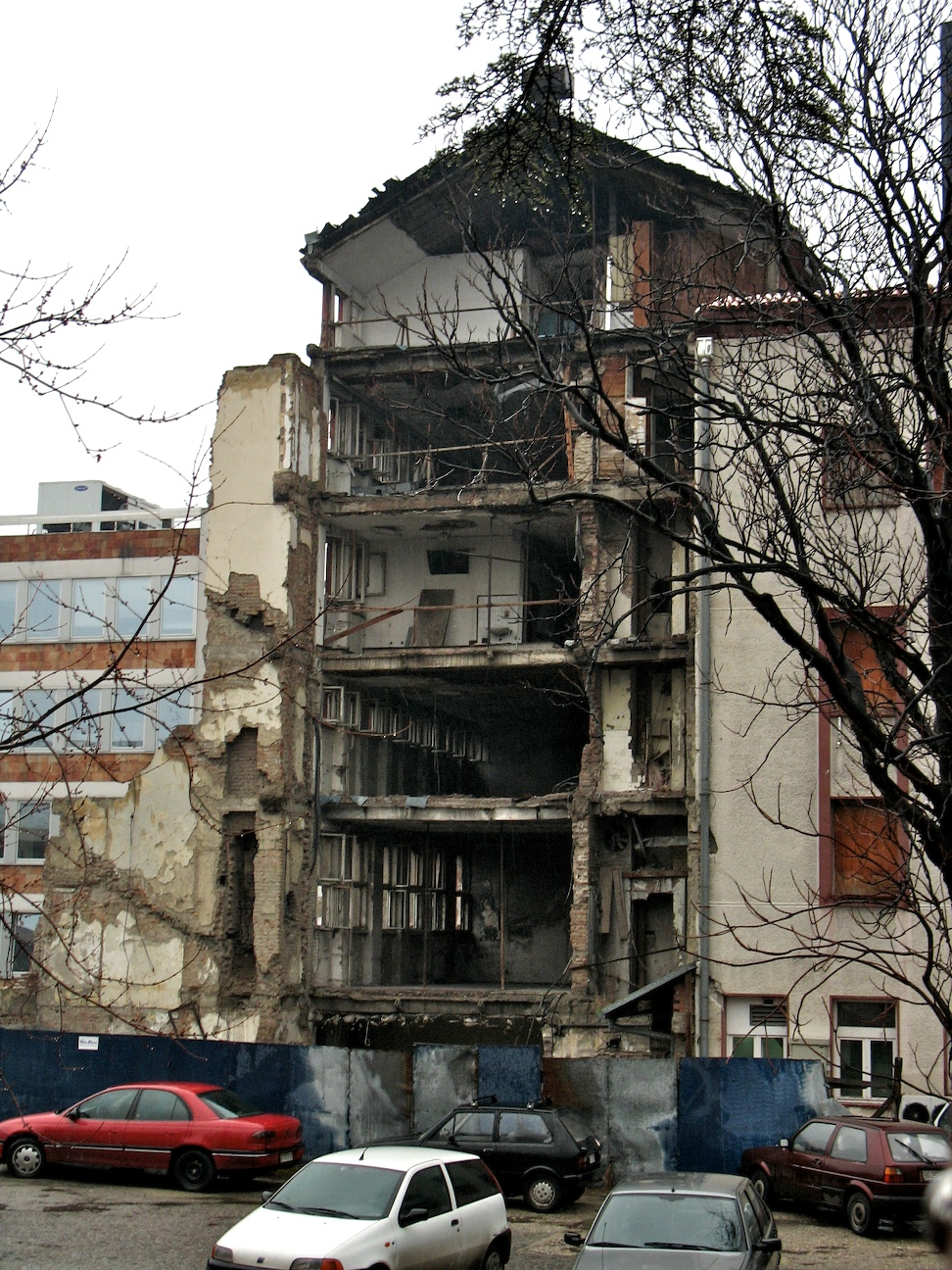
Уничтоженное здание Радио и Телевидения Сербии
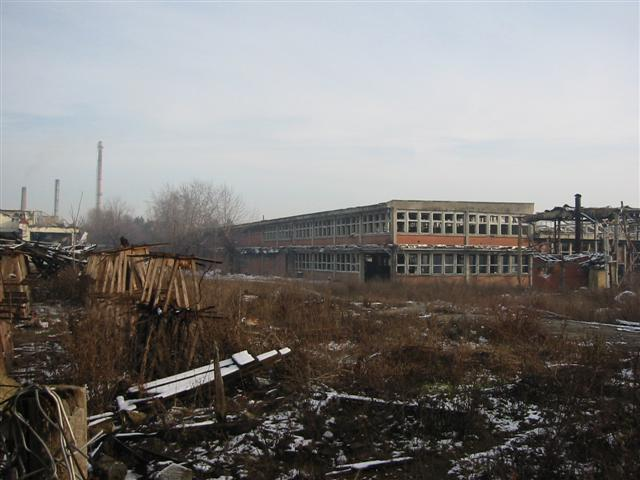
Уничтоженная фабрика Крушик в Валеве
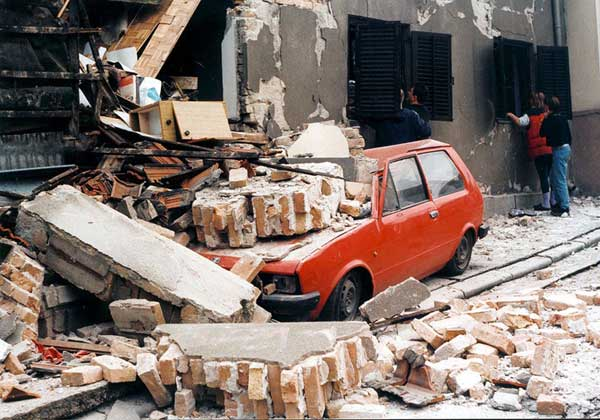
Улица Белграда после бомбардировки
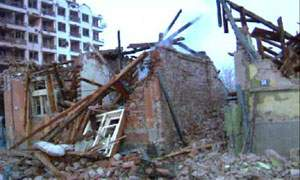
Алексинац после бомбардировки
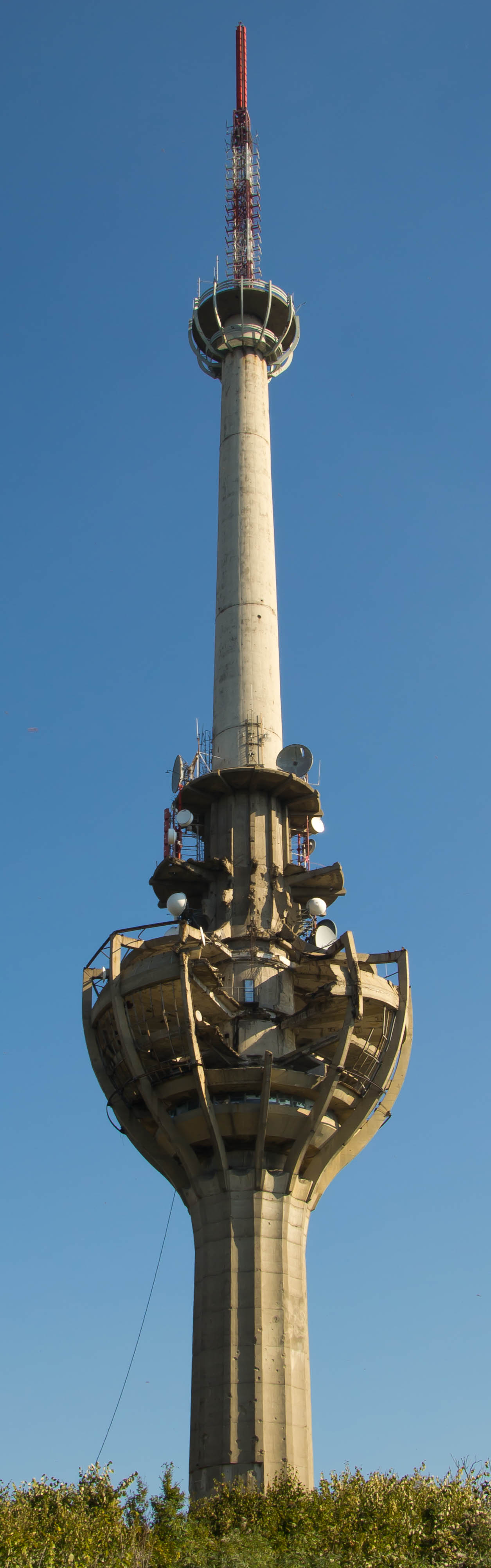
Повреждённый ретранслятор на Фрушка-Горе
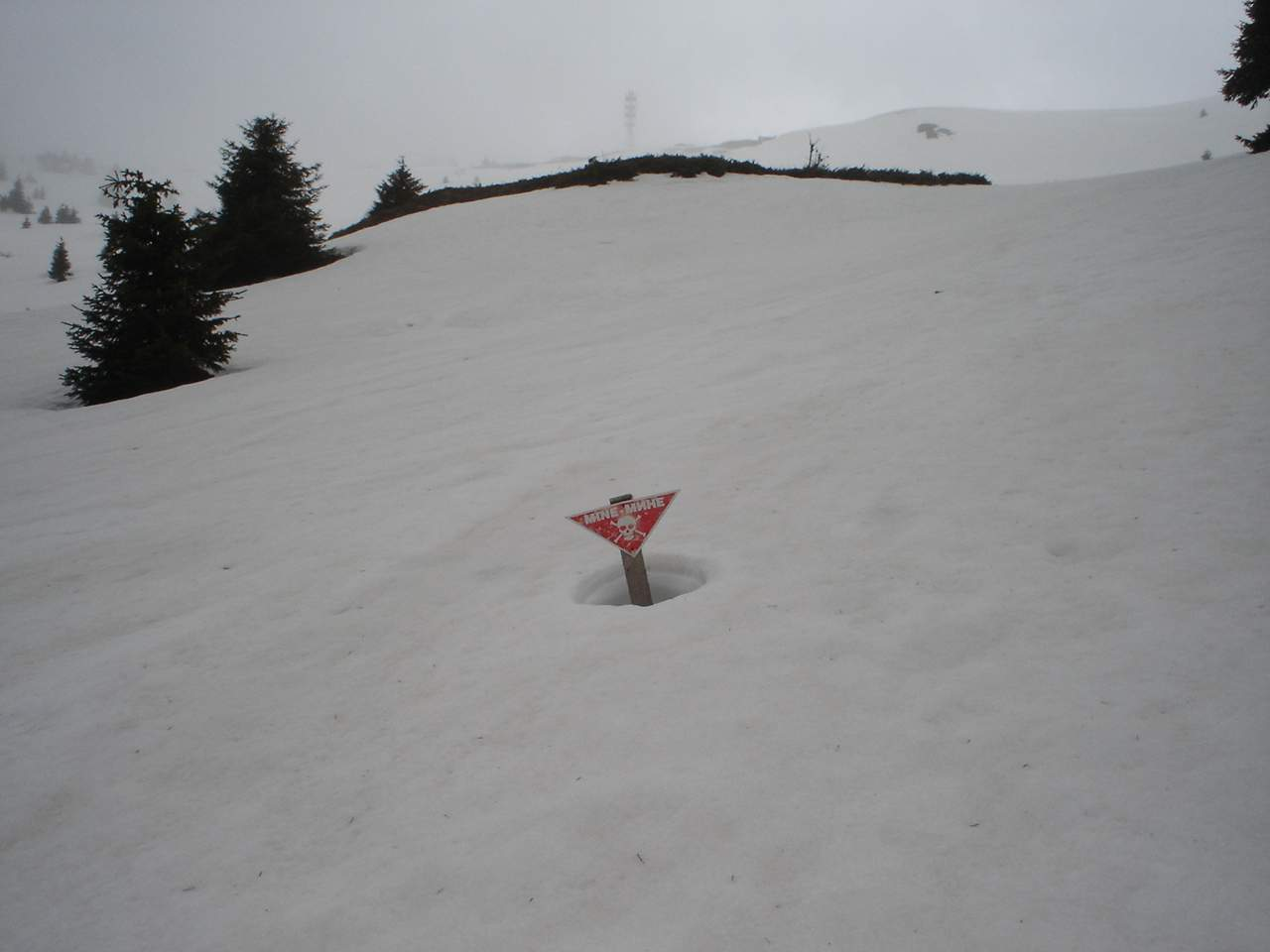
Неразорвавшаяся бомба на Копаонике, 2006 год

### Предполагаемое радиоактивное загрязнение

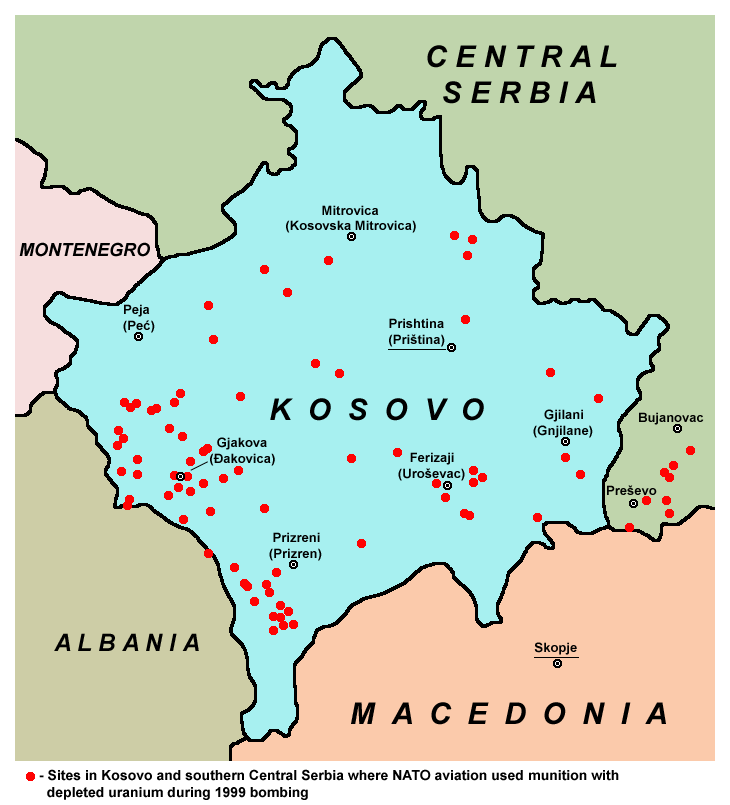
Места, где силами НАТО были применены боеприпасы с обеднённым ураном

См. также: Использование армией США боеприпасов с обеднённым ураном
Вооружённые силы НАТО применяли против целей в Югославии боеприпасы с обеднённым ураном. По заявлению официальных лиц Югославии, а также РИА Новости, в ходе боевых действий произошло радиоактивное заражение местности.
В Сербии было подано несколько исков против НАТО за применение обеднённого урана во время бомбардировок Югославии в 1999 году.
По данным расследования ЮНЕП ООН, использование обеднённого урана в Югославии никак не сказалось на окружающей среде и/или на населении, а также участниках боевых действий.
Также, исследование рабочей группы Королевского научного общества по вопросам опасности здоровья от боеприпасов с обеднённым ураном пришла к выводу, что риски для здоровья, вызванные использованием оного в оружии, крайне незначительны.
По заявления МО США, не существует ни единого задокументированного случая возникновения рака из-за обеднённого урана, что подтверждается исследованиями в данном вопросе.
По расчётам Всемирной Организации Здравоохранения, предельная доза облучения, которая может быть получена при попадании в организм частиц обеднённого урана составляет менее половины предельной годовой дозы для лиц, работающих в условиях радиации. По заключению ВОЗ, это может увеличить риск лейкемии не более чем на 2 %.
Итальянские учёные, исследовавшие вопрос о загрязнении местности, подтвердили слегка повышенное содержание урана в почве, но при этом оные значения не превышали допустимые нормы, а учитывая уровень урана среди кольцевых червей и вовсе считается, что о загрязнении почвы не может идти и речи.

## Просьба Югославии о принятии в союз России и Беларуси
12 апреля 1999 года парламент Союзной Республики Югославии, атакованной войсками НАТО, проголосовал за присоединение республики к союзу России и Беларуси.
Российский парламент на экстренном заседании полностью поддержал своих сербских коллег, порекомендовав президенту Борису Ельцину и правительству незамедлительно начать подготовку к этому процессу. Однако Ельцин этот процесс заблокировал. Не имело также никаких последствий принятие Думой рекомендации немедленно направить на территорию Югославии военных советников и снаряжение (этот шаг нарушил бы введённое ООН эмбарго на поставку оружия в Югославию).

## Правомерность действий НАТО

### С точки зрения устава ООН
Устав ООН является юридически обязательным для всех государств-членов Организации Объединённых Наций, включая всех членов НАТО, поскольку каждый из них подписал его. Статья 2(4) Устава ООН запрещает применение силы государствами-членами ООН для разрешения споров, но с двумя конкретными исключениями из этого общего запрета:
- Совет Безопасности ООН имеет право санкционировать применение силы для выполнения своих обязанностей по поддержанию международного мира и безопасности. В частности, в статье 42 говорится, что если Совет Безопасности сочтёт, что меры, предусмотренные в статье 41, будут неадекватными или окажутся неадекватными, он может предпринять такие действия воздушными, морскими или сухопутными силами, которые могут потребоваться для поддержания или восстановления международного мира и безопасности. Такие действия могут включать демонстрации, блокаду и другие операции воздушных, морских или сухопутных сил членов Организации Объединённых Наций[165].
- Статья 51 содержит второе конкретное исключение из запрета на применение силы — право на самооборону. В частности, статья 51 гласит, что ничто в настоящем уставе не должно ущемлять неотъемлемое право на индивидуальную или коллективную самооборону в случае вооружённого нападения на члена Организации Объединённых Наций до тех пор, пока Совет Безопасности не примет меры, необходимые для поддержания международного мира и безопасности[165].

НАТО не получила поддержки Совета Безопасности ООН для применения силы в Югославии. Кроме того, НАТО не утверждала, что произошло вооружённое нападение на другое государство. Однако её сторонники утверждают, что действия НАТО соответствовали Уставу Организации Объединённых Наций, поскольку Устав ООН запрещает неспровоцированные нападения только со стороны отдельных государств. Также, Организация Объединённых Наций рассматривает НАТО как региональное соглашение в соответствии со статьёй 52 ООН, которая позволяет ей решать вопросы, связанные с поддержанием международного мира и безопасности, которые подходят для региональных действий, при условии, что такие соглашения или учреждения и их деятельность согласуются с целями и принципами Организации Объединённых Наций. Однако политика ООН в отношении военного вмешательства посредством региональных соглашений в статье 53 ООН гласит, что Совет Безопасности может, при необходимости, использовать такие региональные соглашения или учреждения для принудительных действий под своей властью. Однако никакие принудительные действия не должны предприниматься в соответствии с региональными соглашениями или региональными агентствами без санкции Совета Безопасности

### С точки зрения устава НАТО
Поскольку действия НАТО в Косово были предприняты после консультаций со всеми членами, были одобрены голосованием НАТО и были предприняты несколькими членами НАТО, НАТО утверждает, что его действия соответствовали его уставу. Однако в статье 4 ничего не говорится о применении силы и не обсуждается, при каких обстоятельствах может быть разрешено применение силы.

### С точки зрения ООН
Генеральный секретарь ООН — Кофи Аннан, формально поддержал действия НАТО в Косово, заявив, что бывают случаи, когда применение силы может быть законным в стремлении к миру.
СБ ООН подавляющим большинством проголосовал против резолюции РФ, осуждающей действия НАТО и требующей прекращение бомбардировок (за проголосовало, кроме России, только Китай и Намибия), что де-факто подтвердило легитимность действия НАТО. Окончательным закреплением признания законности действий НАТО со стороны ООН считается создание 10 июня 1999 года Миссии ООН по делам временной администрации в Косово (МООНК) резолюцией 1244 (1999) Совета Безопасности, что представляло собой юридическую ратификацию событий post festum (после события).

## Реакция Международного трибунала по бывшей Югославии
По итогу расследования, МТБЮ не признала тот факт, что НАТО совершала злонамеренные и/или целенаправленные бомбардировки против гражданских объектов или нарушали при оных международное гуманитарное право.
Также, был обговорен факт, что бомбардировки НАТО не привели, и не могли привести к экологической катастрофе, однако было отмечено, что в некоторых местах всё же произошло загрязнение окружающей среды, но их масштаб и уровень не даёт возможность оценивать их как экологическую катастрофу.
Использование боеприпасов с обеднённым ураном также было признано как не нарушающее международное право событие. Также, МТБЮ признал факт использования кассетных боеприпасов НАТО, однако ввиду того, что на тот момент их применение не было запрещено, а они не использовались для запугивания населения (как утверждала Югославия), в этом также не было признано никакого нарушения международного права.
МТБЮ признала гибель около 500 человек в результате кампании из-за 90 отдельных инцидентов, однако «эти цифры не указывают на то, что НАТО могла проводить кампанию, направленную на прямое или случайное причинение значительных жертв среди гражданского населения».
МТБЮ заявила о правомерности операции следующее:
Высказывались утверждения о том, что, поскольку применение силы НАТО не было санкционировано Советом Безопасности или в порядке самообороны, применение силы было незаконным и, следовательно, все силовые меры, предпринятые НАТО, были незаконными. Эти утверждения оправдывают краткое обсуждение jus ad bellum. Короче говоря, jus ad bellum регулирует, когда государства могут применять силу, и по большей части закреплена в Уставе ООН. В целом государства могут применять силу в целях самообороны (индивидуальной или коллективной) и в очень немногих других целях. В частности, горячо обсуждается легитимность предполагаемой основы для бомбардировок НАТО, гуманитарной интервенции без предварительной санкции Совета Безопасности. При этом, как отмечалось в пункте 4 выше, преступление, связанное с незаконным решением применить силу, является преступлением против мира или агрессией. Хотя лицо, осуждённое за преступление против мира, потенциально может быть привлечено к уголовной ответственности за все действия, повлёкшие смерть, ранения или разрушения во время конфликта, МТБЮ не обладает юрисдикцией в отношении преступлений против мира.
МТБЮ признала, что некоторые цели НАТО имеют спорный или неясный[что?] в международном праве, неся как военное, так и гражданское предназначение и заявила:
Все цели должны соответствовать критериям военных целей (см. пункты 28–30 выше). Если они этого не делают, они незаконны. Общей маркировки недостаточно...
<...>
СМИ как таковые не являются традиционной целевой категорией. В той же мере, в какой определённые компоненты средств массовой информации являются частью сети C3 (командование, управление и связь), они являются военными целями. Если медиа-компоненты не являются частью сети C3, они могут стать военными целями в зависимости от их использования. В итоге гражданские лица, гражданские объекты и гражданское моральное состояние как таковые не являются законными военными целями.
<...>
Если СМИ — это нервная система, которая удерживает поджигателя войны у власти и, таким образом, увековечивает военные усилия, она может подпадать под определение законной военной цели. В целом, в конкретных инцидентах, рассмотренных комитетом, мнение комитета состоит в том, что НАТО пыталась атаковать объекты, которые он считал законными военными целями.
МТБЮ также дала оценку следующим инцидентам:
- Нападение на гражданский пассажирский поезд в ущелье Грделица 04.12. 99 г. — признано случайностью, отказано в рассмотрении как военное преступление;
- Нападение на колонну в Джаковице 14 апреля 1999 г. — признано ненамеренным нападением, вызванным провокацией Югославии;
- Взрыв РТС (сербской телерадиостанции) в Белграде 23 апреля 1999 г. — признано преднамеренным нападением, однако также признано военной целью в связи с использованием РТС в рамках пропаганды в пользу поджигателя войны;
- Нападение на посольство Китая 05.07.99 г. — признано случайностью из-за ошибки распознавания целеуказания;
- Нападение на деревню Кориша 5 мая 1999 г. — признала спорным событием и потенциальным военным преступлением.

Итого, МТБЮ постановил признать обвинения Югославии несостоятельными и не проводить каких-либо мер, в том числе расследований событий против НАТО.

## Россия и бомбардировки Югославии
Изначально Россия активно поддерживала деятельность НАТО на территории Югославии, в том числе голосуя за все резолюции СБ ООН по Югославии, что изначально вылилось и в поддержку большей части предложений НАТО по Косово. Так, Виталий Чуркин, будучи представителем РФ на переговорах, заявил, что «Сербов охватило военное безумие», а также, будучи представителем России по вопросам бывшей Югославии, неоднократно заявлял о том, что «только совместными силами американцев, британцев, русских и других можно добиться мира в Югославии». Ярким ознаменованием политики России в ситуации по бывшей Югославии ознаменовала резолюция СБ ООН № 1199 (и связанные с нею другие резолюции), которая, будучи активно поддерживаемой Россией, напрямую обвиняла Югославию в совершении массовых военных преступлений и чисток, а также, подтверждая нарушения международных соглашений со стороны Югославии, требовала немедленного перемирия и прекращения огня. В том числе это демонстрировал и МИД (до января 1996 года), а также политический деятель Андрей Козырев.
Однако, в связи со сменой аппарата МИД РФ и назначением антизападно настроенного Примакова на должность премьер-министра, политика РФ кардинально перевернулась, равно как и ситуация по перемирию в Югославии. Как итог, Россия демонстративно отвергла резолюции ООН по Косово, спровоцировав правительство Милошевича на более агрессивные действия, в том числе позволив ему отказаться от соглашений в Рамбуйе и отхода от перемирия за счёт получения поддержки России, а следовательно и вето в СБ ООН. Таким образом, как считается рядом исследователей, в том числе и самим НАТО, причиной бомбардировок в том числе можно считать и резкую смену риторики России из-за смены премьер-министра.
После окончания бомбардировок Россия вновь вернётся на курс поддержки НАТО после отставки Примакова с поста премьер-министра, приняв резолюцию ООН 1244 которая закрепит итоги бомбардировок, приведёт к выводу войск Югославии и вводу контингента войск НАТО в Косово, тем самым де-факто легитимизировав действия НАТО.

## Память в культуре
- Бомбардировкам Югославии (и Белграда, в частности) посвящены песни различных исполнителей и групп:
  - «Югославия», Лена Катина
  - «Косовский фронт», группа «Коловрат»
  - «Voy a morir en el Belgrado» (с исп. — «Я умру в Белграде»), группа «División 250»
  - «Белград», группа «Странным образом»
  - «Операция „Союзная сила“» — песня группы «Radio Tapok»[182].
  - «Милосердие ангелов» — песня Сергея Тимошенко
- Юнна Мориц посвятила поэму «Звезда сербости» и стихотворения (в частности: «Там всё написано»)
- Бомбардировкам Югославии посвящены фильмы: «Раненая земля[серб.]» (1999, Югославия), «Небесный крюк[серб.]» (2000, Югославия), «Война в прямом эфире[серб.]» (2000, Югославия) и «Падение в рай[серб.]» (2004, Сербия и Черногория), Балканский рубеж (2019, Россия и Сербия), фильмы Огнена Главонича, «Глубина 2» (серб. Dubina dva; 2016; документальный) и «Груз» (2018; художественный)[183].

### На русском
- Барабанов М. С., Коновалов И. П., Куделев В. В., Целуйко В. А. Чужие войны. — Москва: Центр анализа стратегий и технологий, 2012. — 272 с. — ISBN 978-5-9902620-4-1.
- Гуськова Е. Ю,. Агрессия НАТО 1999 года против Югославии и процесс мирного урегулирования. — Москва: Индрик, 2013. — 304 с. — ISBN 978-5-91674-270-1.
- Гуськова Е.Ю. История югославского кризиса (1990-2000). — М.: Русское право/Русский Национальный Фонд, 2001. — 720 с. — ISBN 5941910037.
- Дрожжин А., Алтухов Е. Воздушные войны в Ираке и Югославии. — М.: Восточный горизонт, 2002.
- Сербия о себе / М. Йованович. — М.: Европа, 2005. — 520 с. — ISBN 5-9739-0032-0.
- Антокольский А. НАТО против Югославии — бомбардировка гражданских объектов // «Зарубежное военное обозрение». — 2000. — № 7 (640). — С. 8-10.
- Печуров С. Л. «Союзническая сила» агрессора: особенности военной акции против Югославии в 1999 году. // «Военно-исторический журнал». — 2009. — № 3.

### На английском
- Benjamin S. Lambeth. Nato's Air War for Kosovo: A Strategic and Operational Assessment, Issue 1365. — Rand Corporation, 2001. — 276 p. — ISBN 9780833030504.
- Stephen T. Hosmer. The Conflict Over Kosovo. Why Milosevic Decided to Settle When He Did. — RAND Corporation, 2003. — 188 p. — ISBN 0-8330-3003-5.